# Bernard Boutet de Monvel
Pour les articles homonymes, voir Boutet, Monvel et Boutet de Monvel.
Bernard Boutet de Monvel est un peintre, graveur, illustrateur, sculpteur et décorateur français, né le 9 août 1881 à Paris et mort le 28 octobre 1949 sur l'île de São Miguel aux Açores (Portugal).
Sa mort a un retentissement d'autant plus important qu'elle survient dans le même avion que le boxeur français Marcel Cerdan et la violoniste Ginette Neveu lors d'un vol Paris - New York.
Il a été l'initiateur, dès 1909, de ce que l'on appelle aujourd'hui la peinture Art déco. Bernard Boutet de Monvel a également fait partie des piliers du mouvement précisionniste, mettant en scène la modernité industrielle et urbaine de l'Amérique des années 1920 à travers ses paysages. Véritable dandy parisien, illustrateur iconique de l'élégance masculine, il devient aussi un portraitiste adulé de la « Café society » américaine.

## Biographie

### Famille
Bernard Boutet de Monvel est né dans une famille d'ancienne bourgeoisie originaire de Lorraine, issue de François Boutet, dit Monvel (1720-1780), ancêtre de la famille subsistante Boutet de Monvel. Il était musicien et acteur à la Comédie-Française, directeur des menus plaisirs du roi de Pologne, Stanislas Leszczynski à la Cour de Nancy.
Noël Barthélémy Boutet de Monvel (1768-1847), était secrétaire des commandements de l'archichancelier de l'Empire Jean-Jacques de Cambacérès.
Bernard Boutet de Monvel est le fils de Jeanne Marie Geneviève Lebaigue (1852-1930) et du peintre et illustrateur pour enfants Louis-Maurice Boutet de Monvel (1850-1913) et le frère de Roger Boutet de Monvel, mémorialiste. Il grandit entre Paris et Nemours.

Il se marie, en avril 1921, avec Delfina Edwards Bello (1896-1974), héritière d'un banquier chilien, et dont il a notamment peint le portrait en 1936. Ensemble, ils ont eu une fille, Sylvie Boutet de Monvel (mariée Ossoude), née en juin 1922 et décédée le 13 avril 2015.

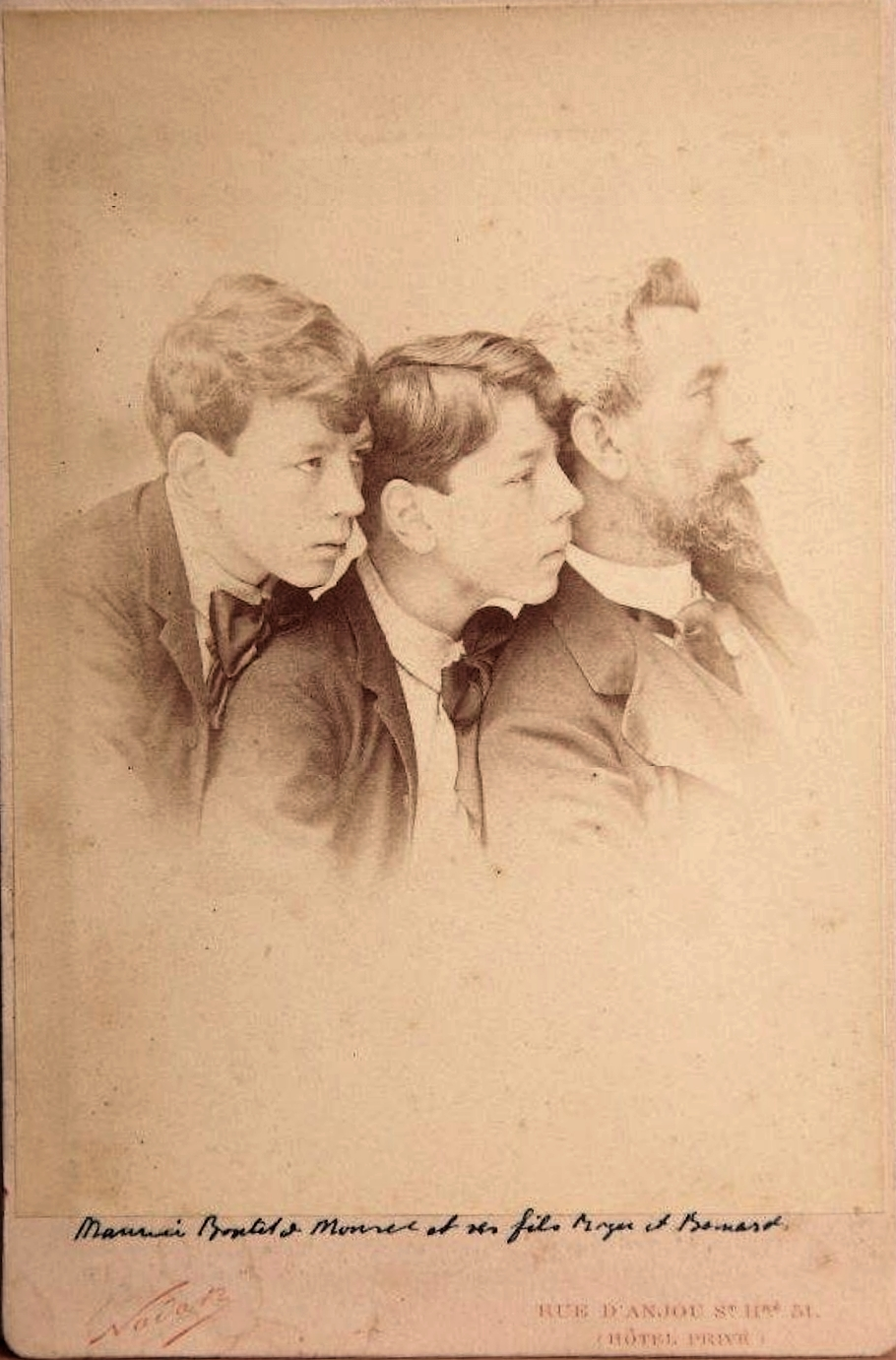
Maurice Boutet de Monvel et ses fils, Roger et Bernard, photo par Nadar (vers 1890)
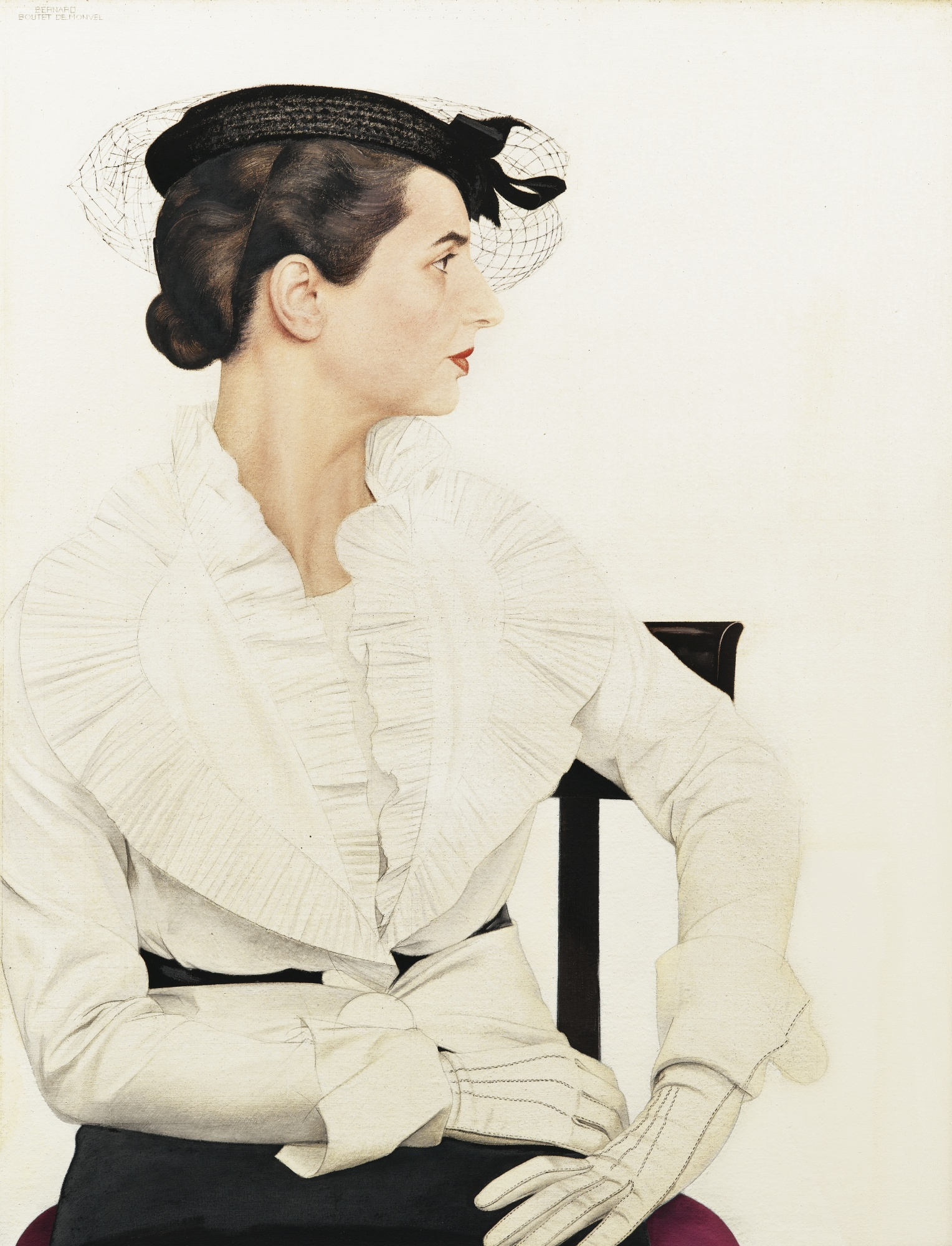
Delfina Boutet de Monvel portant un ensemble de Pierre Piguet (1936), huile sur toile, localisation inconnue.
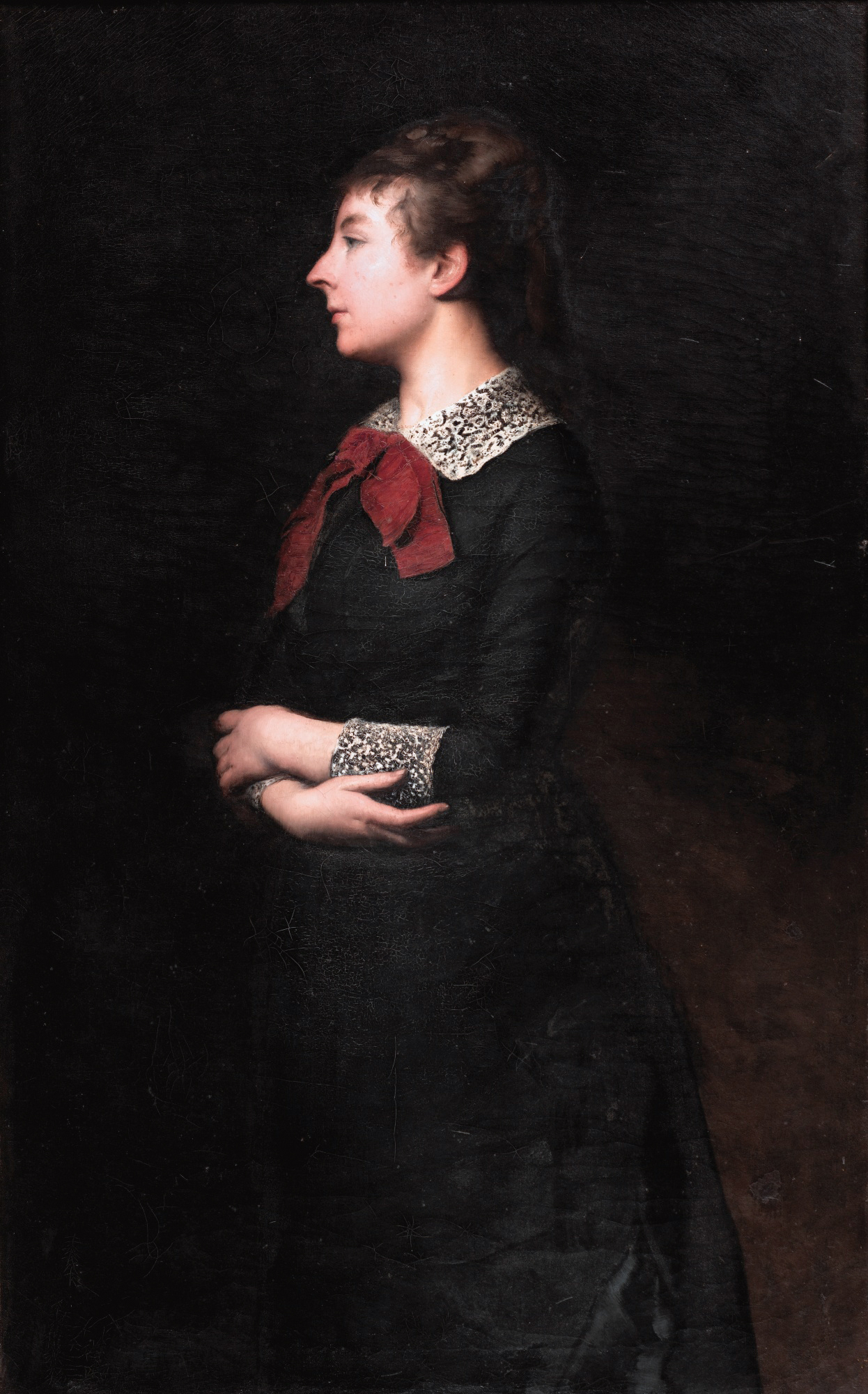
Jeanne Lebaigue, mère de Bernard, peinte par son père Maurice Boutet de Monvel

### Carrière en France
Bernard Boutet de Monvel se destina à devenir peintre en 1897. Il devint d'abord l'élève de Luc-Olivier Merson (1846-1920), dont il suivit les cours à partir de pâques 1897, avant d'étudier également la sculpture avec Jean Dampt (1854-1946), à partir de l'automne de cette même année.

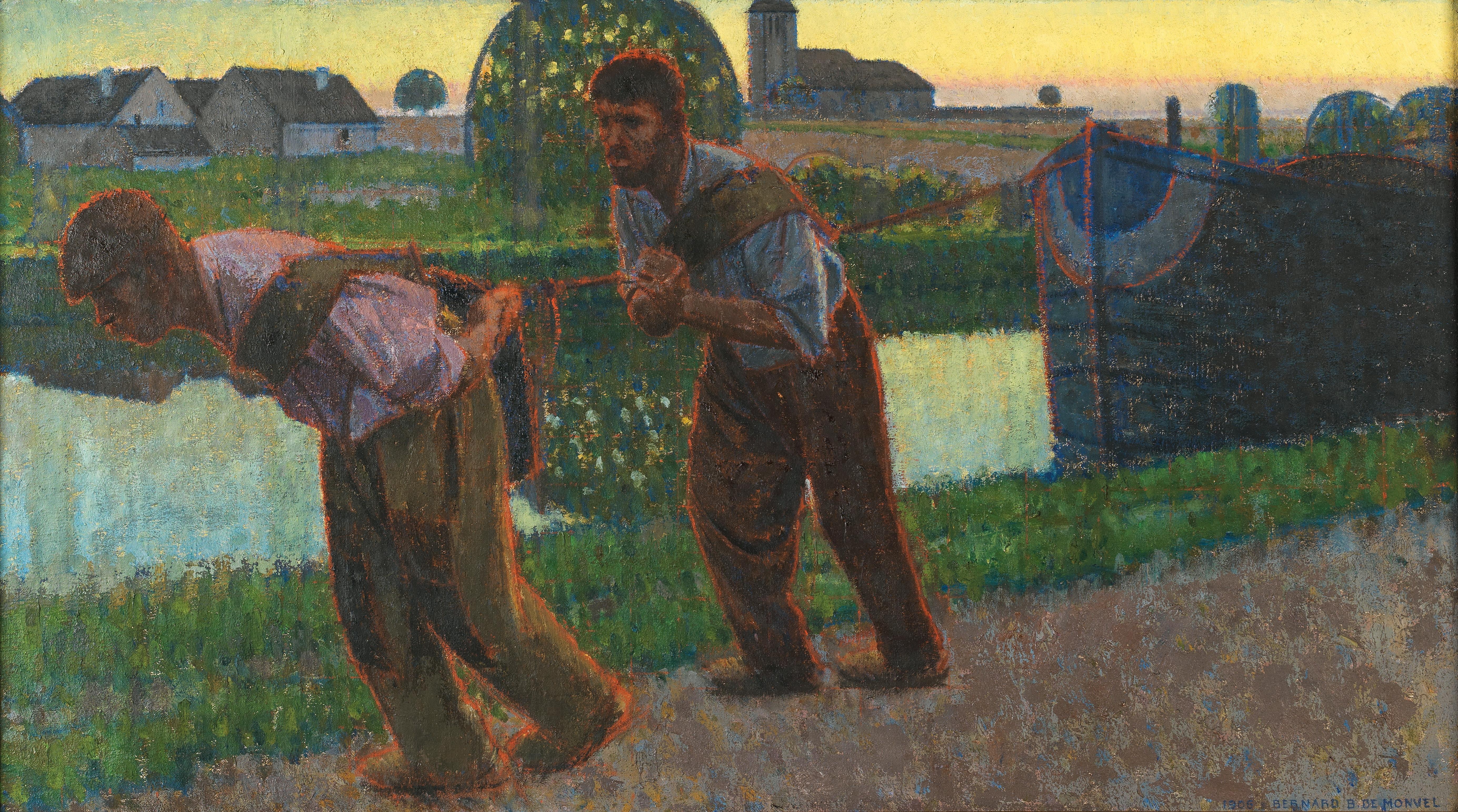
Les haleurs (1906), huile sur toile, localisation inconnue.

À l'automne 1898, Louis McClellan Potter (1873-1912), un peintre américain lui aussi élève de Merson, l'initie à l'eau-forte. Bernard Boutet de Monvel, qui se lie à cette époque avec l'imprimeur et graveur Eugène Delâtre (1854-1938), se tourne alors vers l'eau-forte en couleurs au repérage, technique alors redécouverte et dont Bernard Boutet de Monvel en devient très vite un maître. Les premières eaux-fortes qu'il réalise, toujours d'après une huile sur toile, présentent, dans un format étiré évoquant l'œuvre de James Abbott McNeill Whistler (1834-1903), des proches — son frère Roger chez Maxim's (L'Habitué, 1902) ou avec ses molosses (L'Homme aux chiens 1905), son ami Louis Potter (1900) — ou encore des humbles de Nemours et des bords du Loing (L'Éclusière, 1901; Les Haleurs, 1899 ; Le Chaland, 1899 ; La Péniche, 1899…).
La revue britannique The Studio consacre un article à ses eaux-fortes sous le titre « Colored Etching in France » dès 1901. Par la suite, ses eaux-fortes traiteront essentiellement des dandys du temps passé (Le Beau, 1906 ; Le Lion, 1907 ; La Merveilleuse, 1906 ; Les Hortensias, 1911…) et de la campagne des environs de Nemours à laquelle Bernard Boutet de Monvel est de plus en plus attaché (L'Heure du repos, 1908…). En 1912, l'Art Institute of Chicago consacre une rétrospective à ses estampes en couleurs.
Parallèlement à cette activité d'aquafortiste, Bernard Boutet de Monvel pratique la peinture à l'huile, notamment comme portraitiste, et il commence à exposer au Salon de la Société nationale des beaux-arts dès 1903. Très vite, il envoie également des œuvres au Salon d'automne et au Salon des indépendants. À partir de 1907, alors que son talent est reconnu aussi bien en Europe qu'aux États-Unis, il envoie régulièrement des œuvres aux expositions du Carnegie Institute de Pittsburgh (Pennsylvanie).
Sa matière, dans un premier temps tortueuse et brutale, traitée en pleines pâtes vivement colorées et cernées d'ombres bleu marine (La Boucherie, 1904) devient brusquement pointilliste en 1904, après un voyage d'étude à Florence. La lumière se fait alors légère et vibrante, le motif se cerne d'un fin halo jaune pâle, la perspective disparaît et déjà, la droite, tracée à la règle, commence, çà et là, à faire son apparition (Rita del Erido, Salon de 1907 ; Le Sophora, vers 1907…).
Le Portrait que Bernard Boutet de Monvel envoie au Salon de la Société nationale des beaux-arts de 1908 — en fait un autoportrait le montrant dans la campagne de Nemours un jour d'orage et flanqué de deux lévriers — lui vaut la reconnaissance définitive de la critique et de ses pairs qui le nomment sociétaire de cette société.

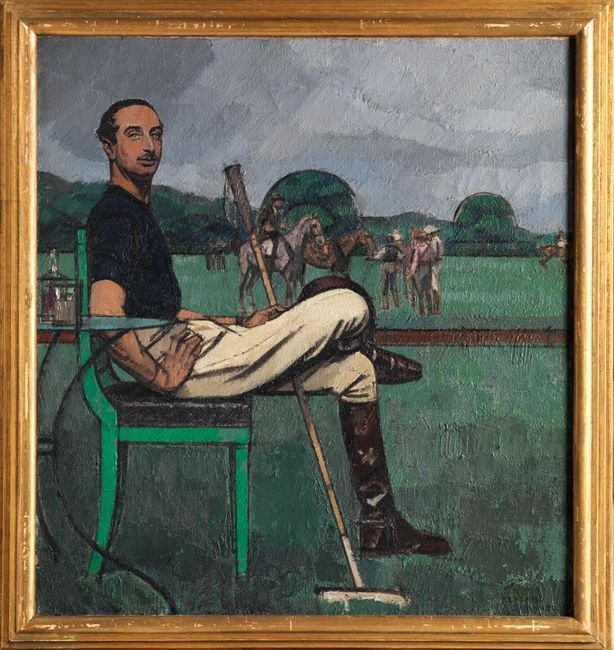
Le comte Pierre de Quinsonas (1913), huile sur toile, Boulogne-Billancourt, Musée des années Trente

Pourtant, Bernard Boutet de Monvel expose un an plus tard, en février 1909, un tableau manifeste intitulé Esquisse pour un portrait et pour la première fois entièrement travaillé à la règle et au compas. Cette vision géométrique d'un dandy place de la Concorde, qui fut peinte à l'automne 1908, et que Bernard Boutet de Monvel présente à Paris dans le cadre d'une exposition que lui consacre la galerie Devambez, ne manque pas de déchaîner la critique. On moque alors cette « peinture rectiligne », qui annonce pourtant les fondements de ce que sera plus tard la peinture Art déco, et accessoirement de ce qui est dorénavant, et sera jusqu'en 1926, la nouvelle manière de Bernard Boutet de Monvel. Sa pâte devient alors à nouveau ferme et solide ; sa palette se réduit à quelques gris, à quelques terres et à beaucoup de noir ; sa figure, toujours traitée en aplat, est saisie en contre-plongée afin d'en accentuer l'aspect monumental ; et surtout sa ligne désormais uniquement constituée de droites et d'arcs de cercle s'épure à l'extrême afin que la figure soit rigoureusement réduite à l'essentiel (Comte Pierre de Quinsonas, 1913 ; André Dunoyer de Segonzac, 1914 ; Jean-Louis Boussingault, 1914…).
Parallèlement à sa carrière de peintre et de graveur — et de manière plus alimentaire — Bernard Boutet de Monvel livre très régulièrement des dessins d'illustration humoristiques, et surtout des dessins de mode, à des revues comme Femina ou Jardin des modes nouvelles… Le couturier Paul Poiret, qui a très tôt admiré son talent, s'assure dès 1908, la collaboration du peintre qui passe, en raison de sa grande beauté et pour son goût irréprochable, pour le prince des dandys parisiens. Ainsi, il devient collaborateur du Journal des dames et des modes - à travers sa série de planches « Costumes parisiens » - que relance Georges Barbier, Paul Poiret et Tommaso Antogini entre juin 1912 et 1914. La rencontre de Bernard Boutet de Monvel avec l'éditeur Lucien Vogel, lors d'un vernissage de ses œuvres à la galerie Barbazanges en 1911, sera également à l'origine de sa collaboration très active à la Gazette du bon ton, dont le premier numéro parait à la Librairie centrale des beaux-arts en novembre 1912. Il y retrouve son cousin Pierre Brissaud, Georges Lepape, Charles Martin, George Barbier…

Dessins de mode de Bernard Boutet de Monvel
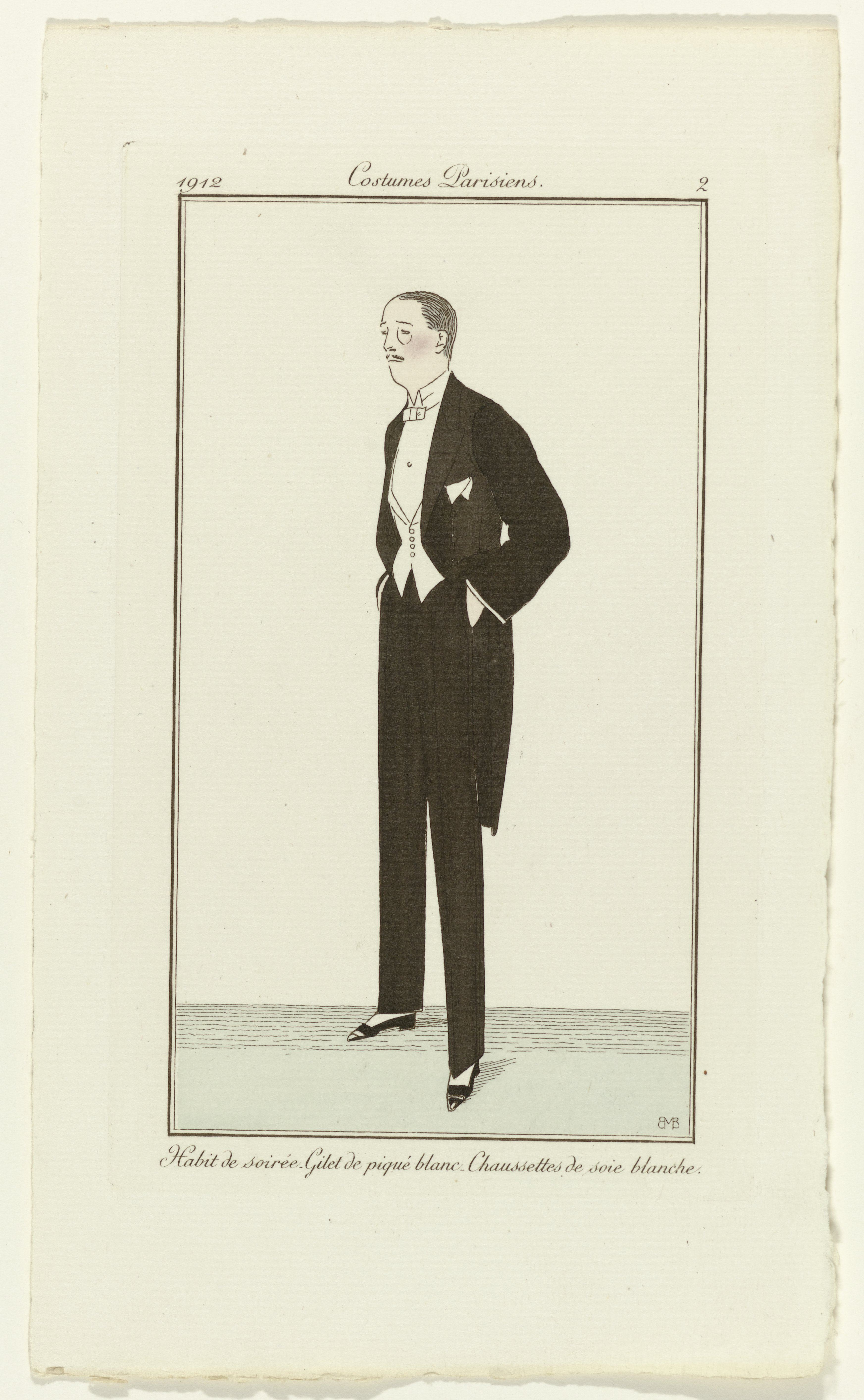
Journal des dames et des modes n°?, planche 2 : Habit de soirée. Gilet de piqué blanc. Chaussettes de soie blanche, 1912
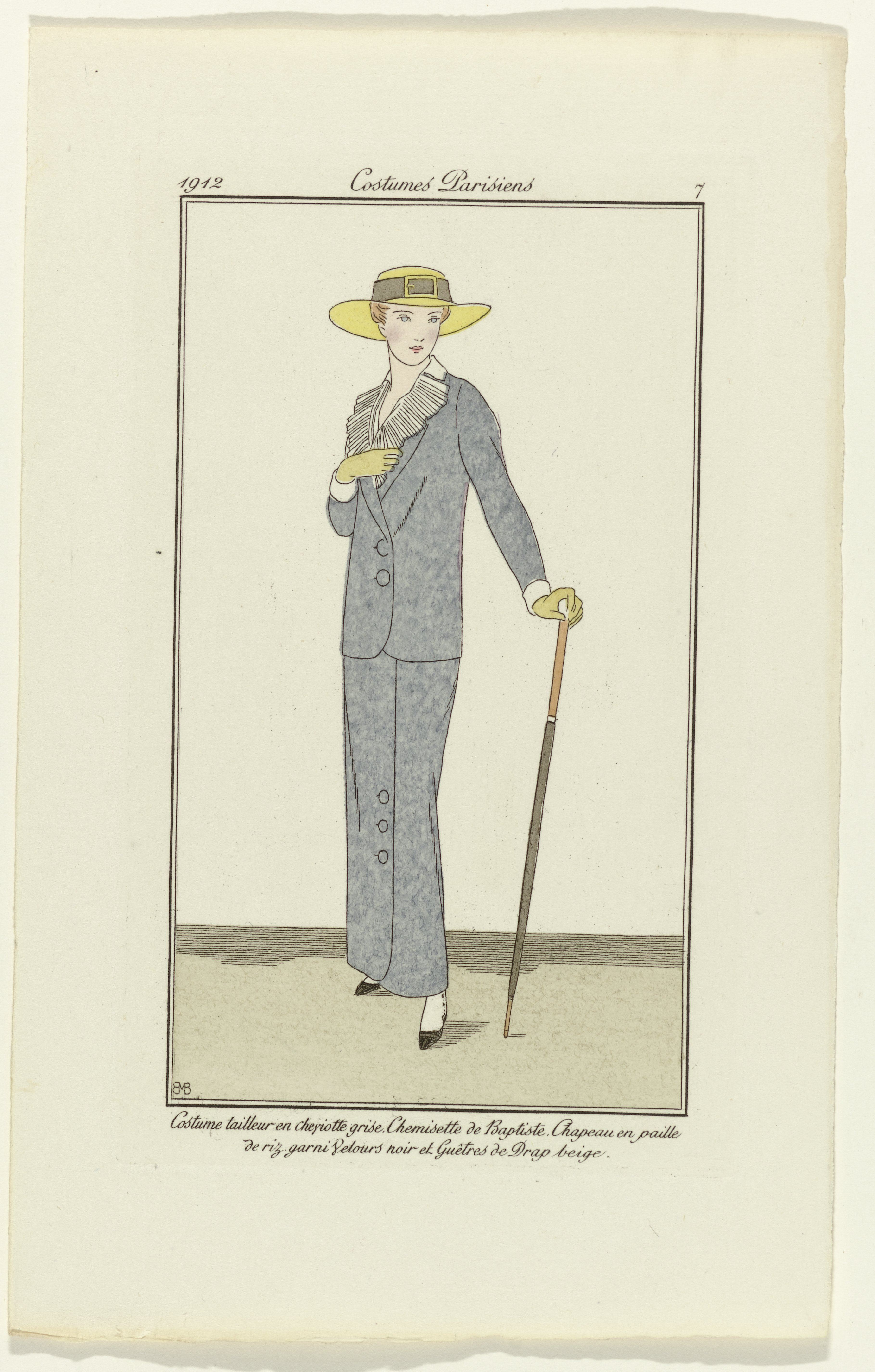
Journal des dames et des modes n°?, planche 7 : Costume tailleur en cheviotte grise. Chemisette de Baptiste. Chapeau en paille de riz garni velours noir et Guêtres de drap beige, 1912
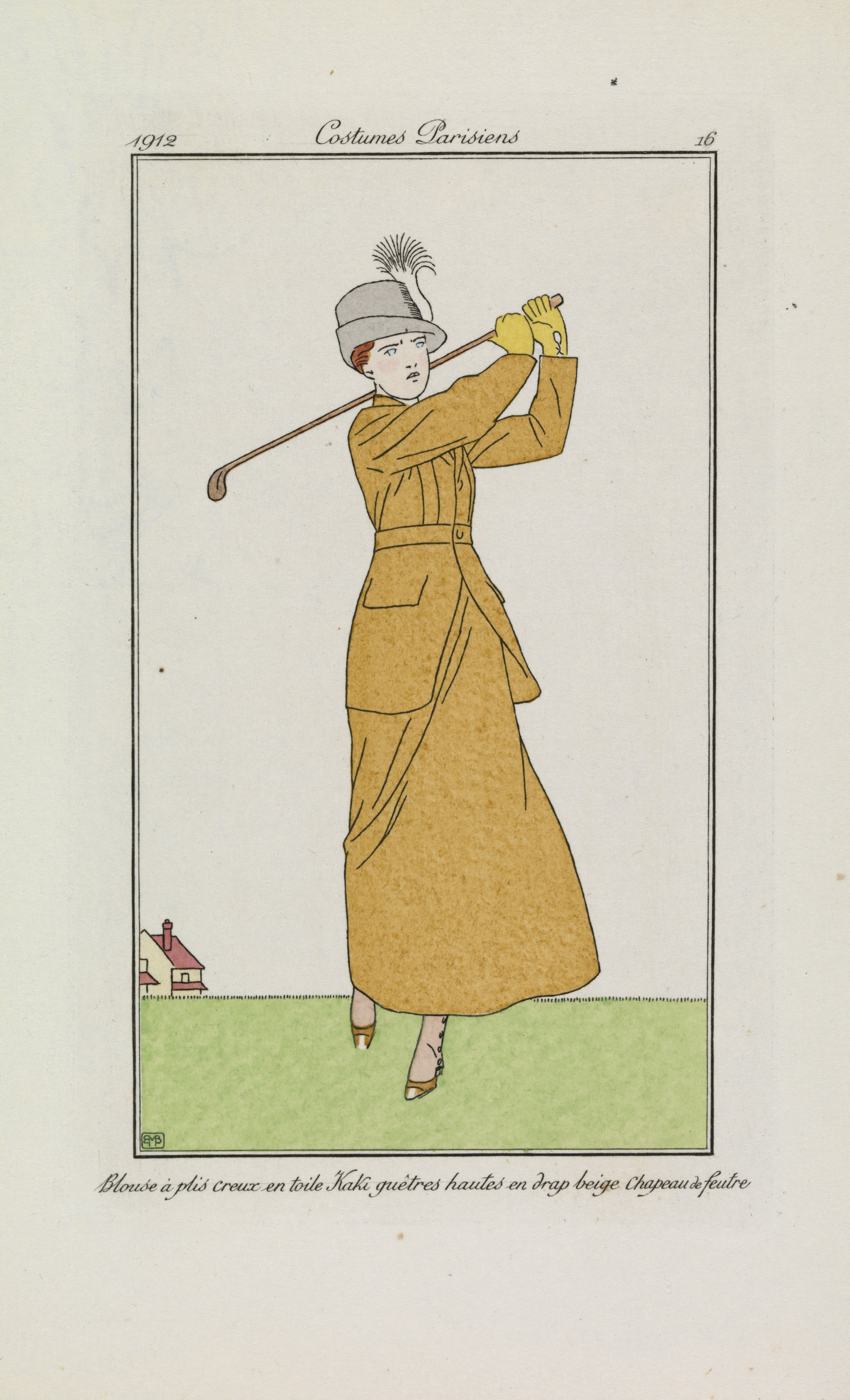
Journal des dames et des modes n°9, planche 16 : Blouse à plis creux en toile Kaki guêtres hautes en drap beige Chapeau de feutre, 20 août 1912
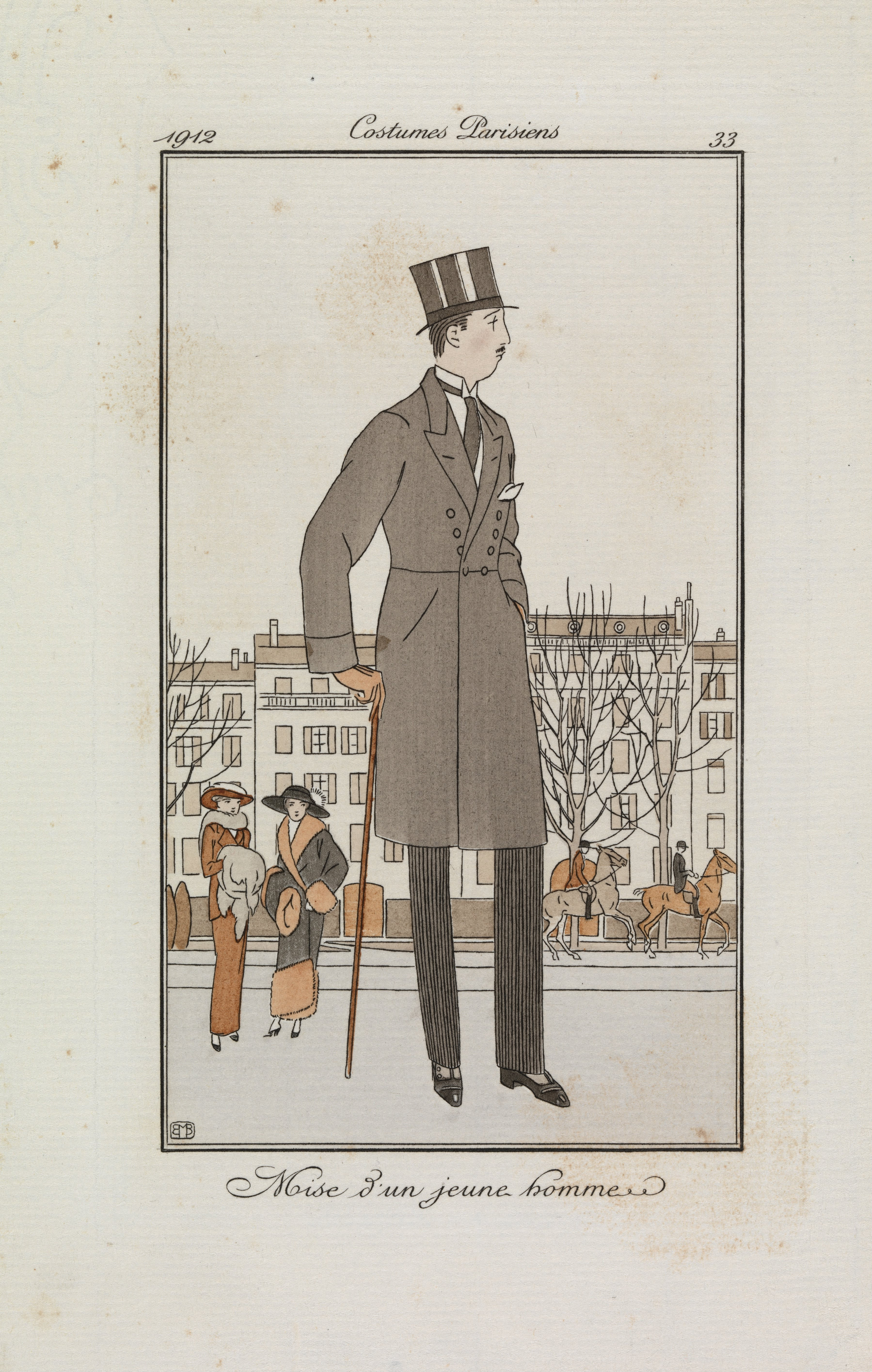
Journal des dames et des modes n°18, planche 33 : Mise d'un jeune homme, 20 novembre 1912
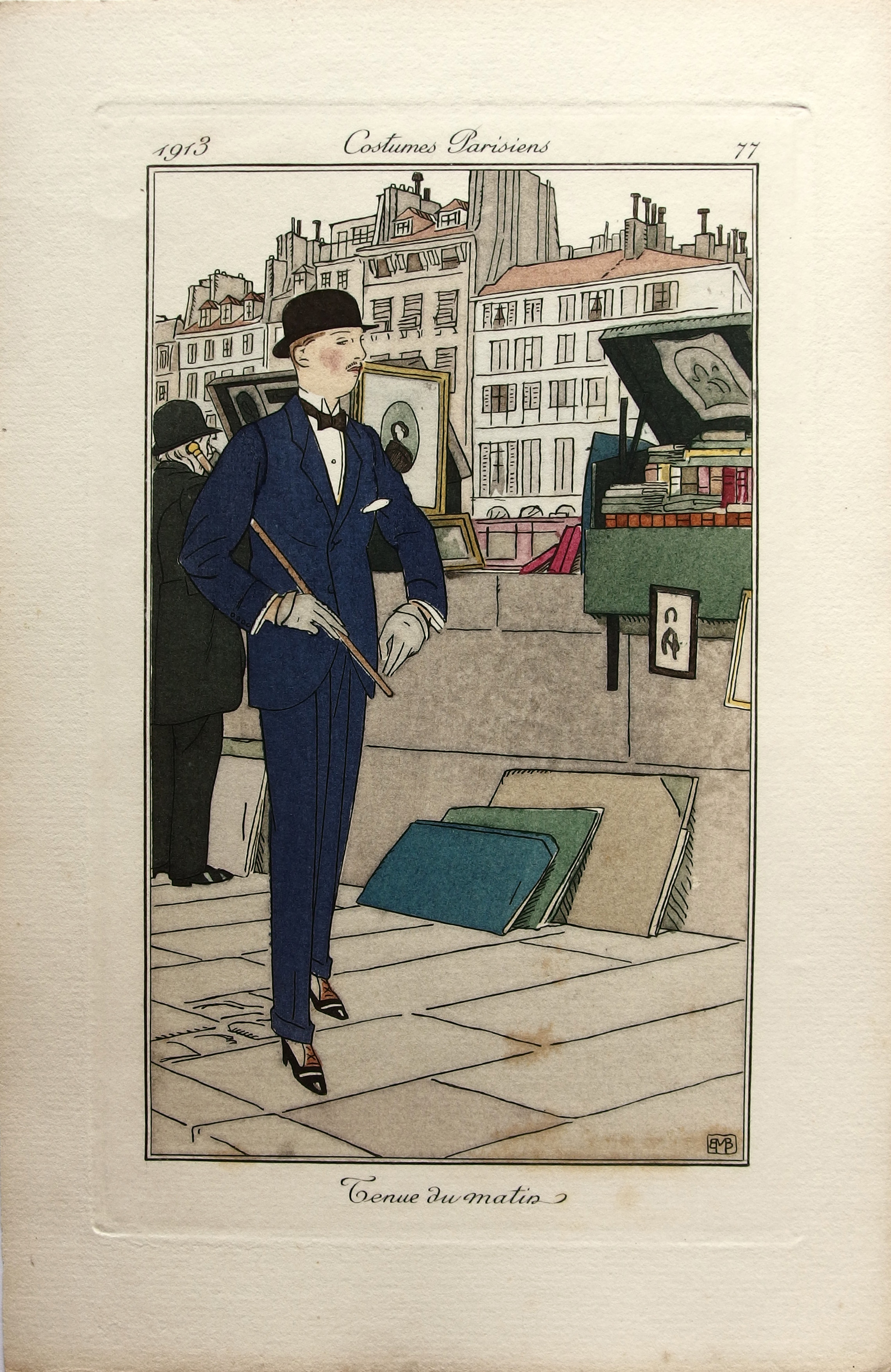
Journal des dames et des modes n°?, planche n°77 : Tenue du matin, 1913
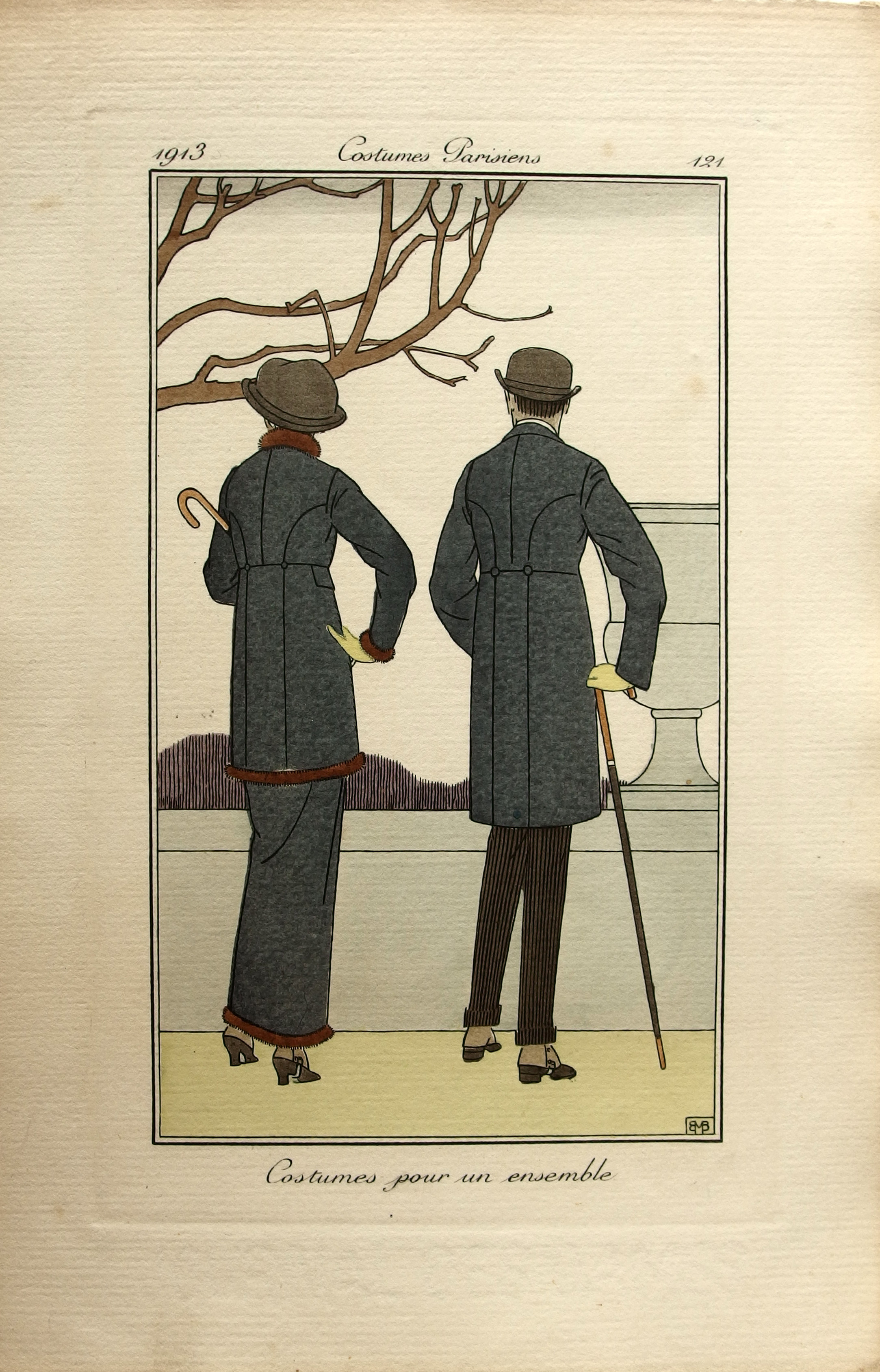
Journal des dames et des modes n°?, planche n°121 : Costumes pour un ensemble, 1913
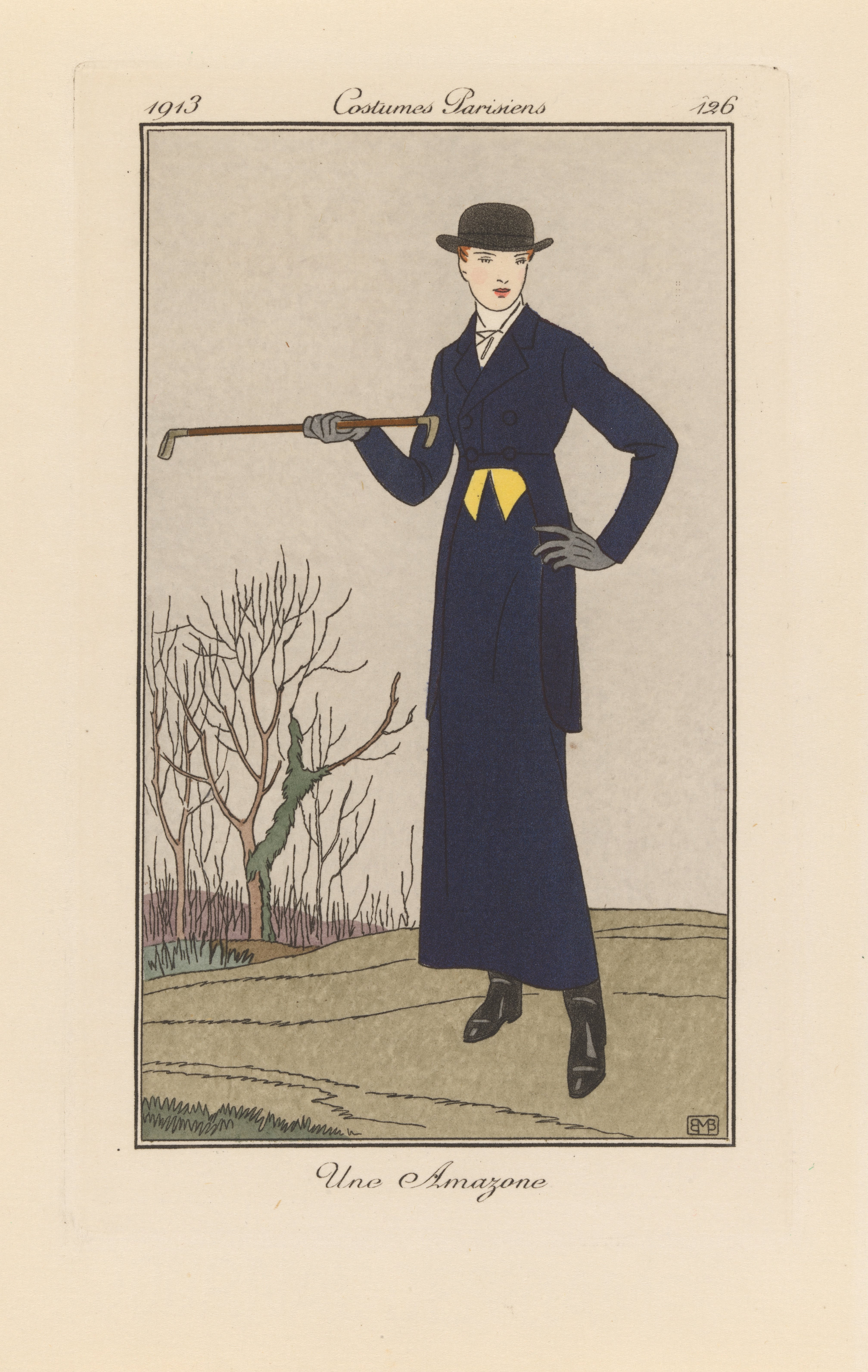
Journal des dames et des modes n°56, planche 126 : Une Amazone, 10 décembre 1913
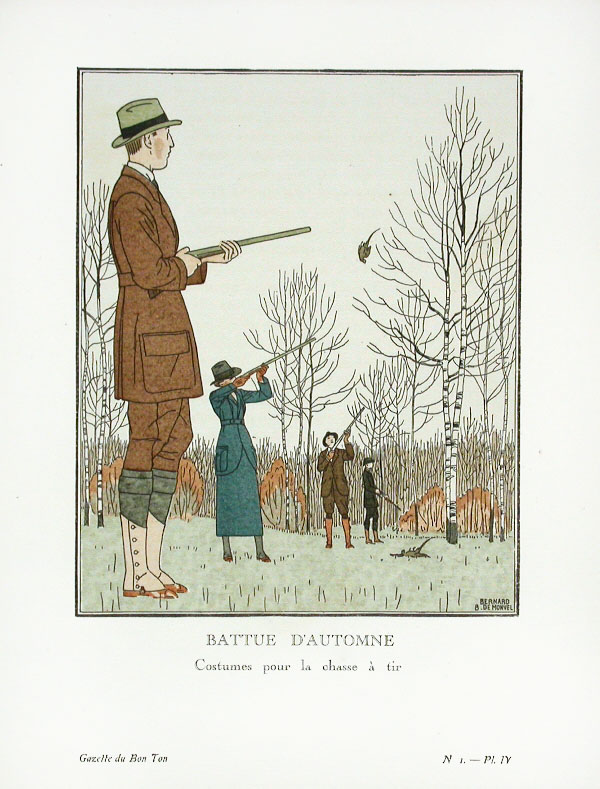
Gazette du bon ton n°1, planche 4 : Battue d'automne, 1912 ou 1913
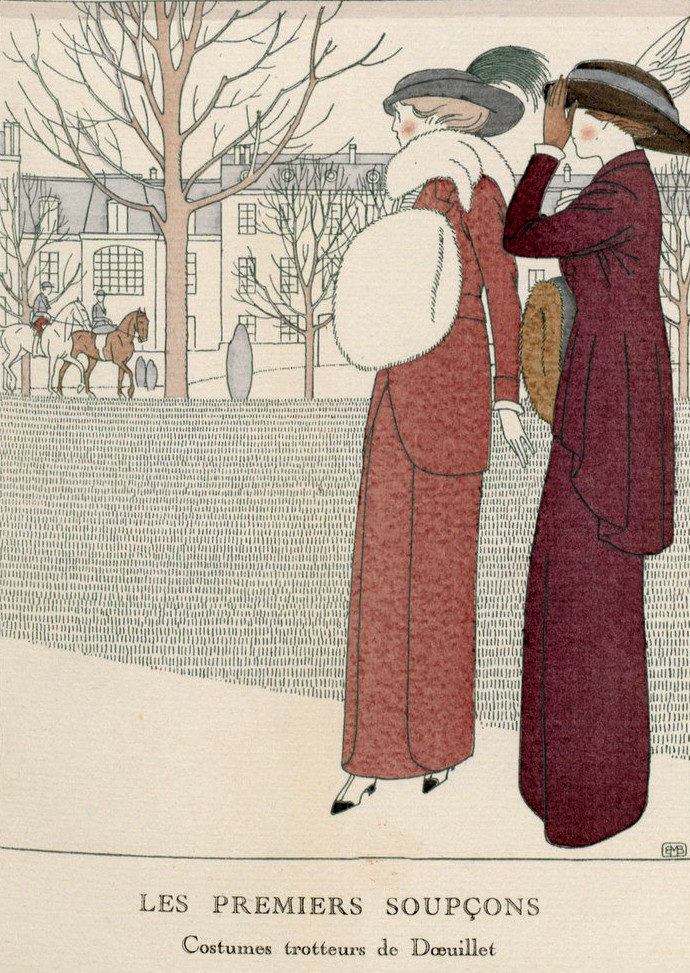
Gazette du bon ton n°3, planche 10 : Les premiers soupçons, 1912
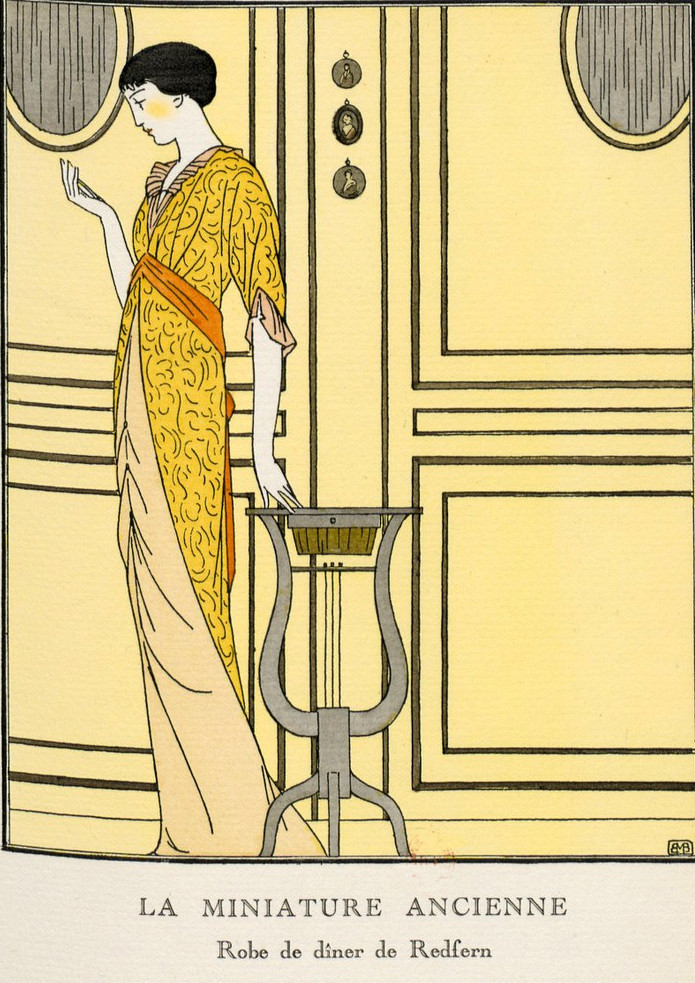
Gazette du bon ton n°7, planche 10 : La miniature ancienne, mai 1913
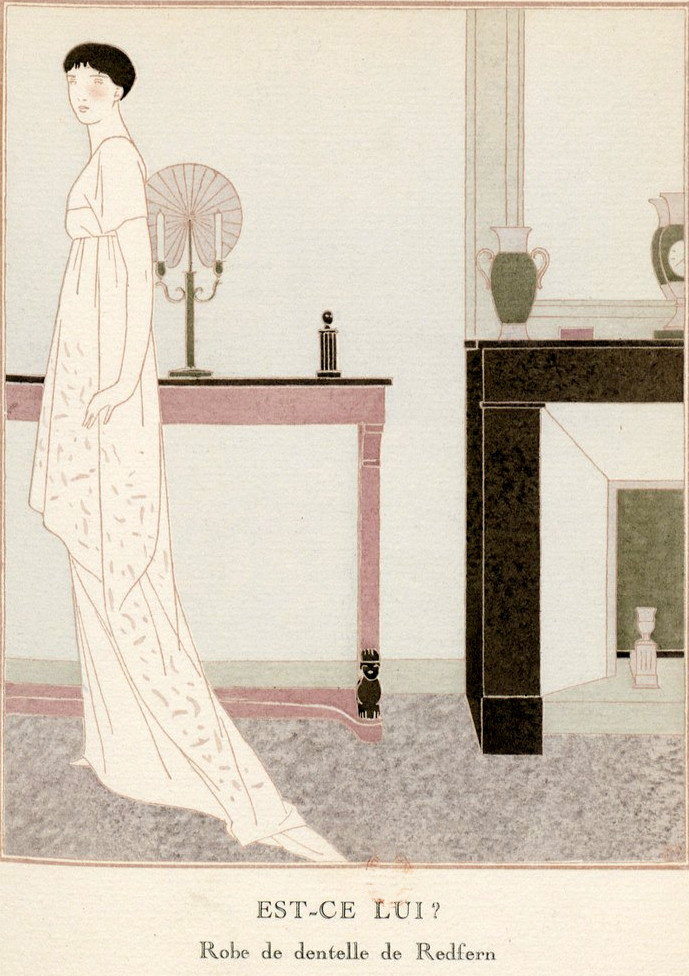
Gazette du bon ton n°8, planche 9 : Est-ce lui ?, juin 1913
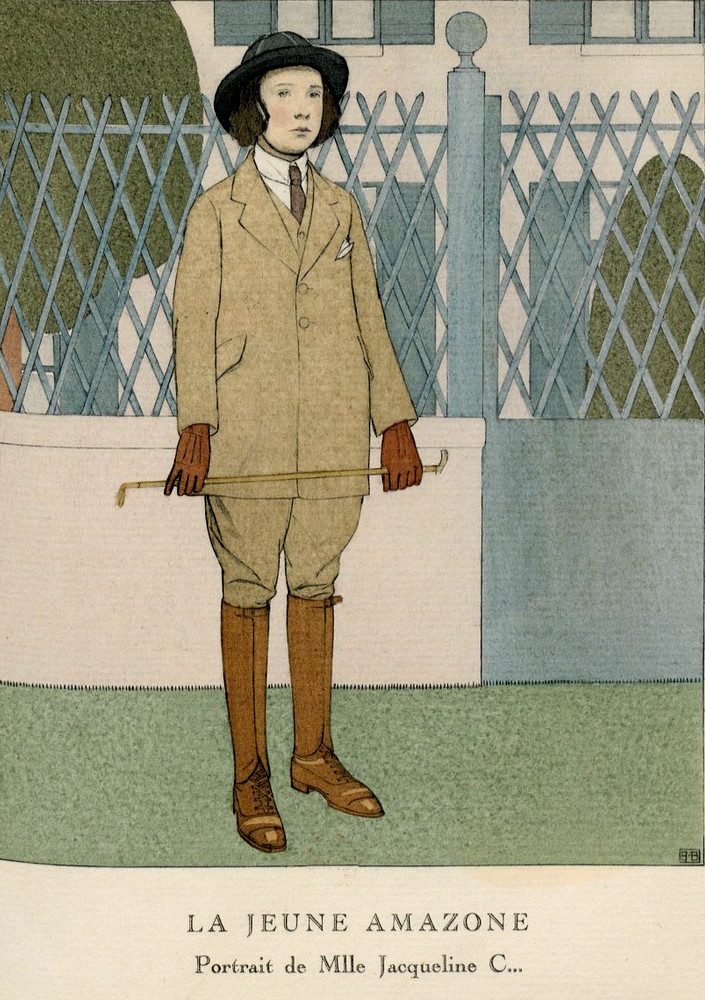
Gazette du bon ton n°10, planche 2 : La jeune amazone, août 1913
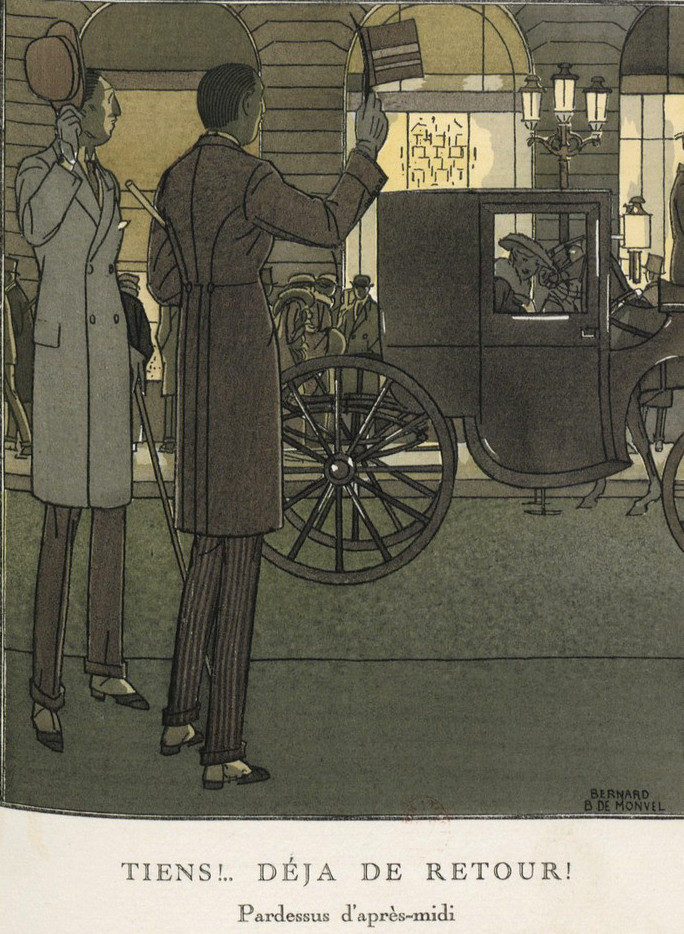
Gazette du bon ton n°12, planche 1 : Tiens ! Déjà de retour !, octobre 1913
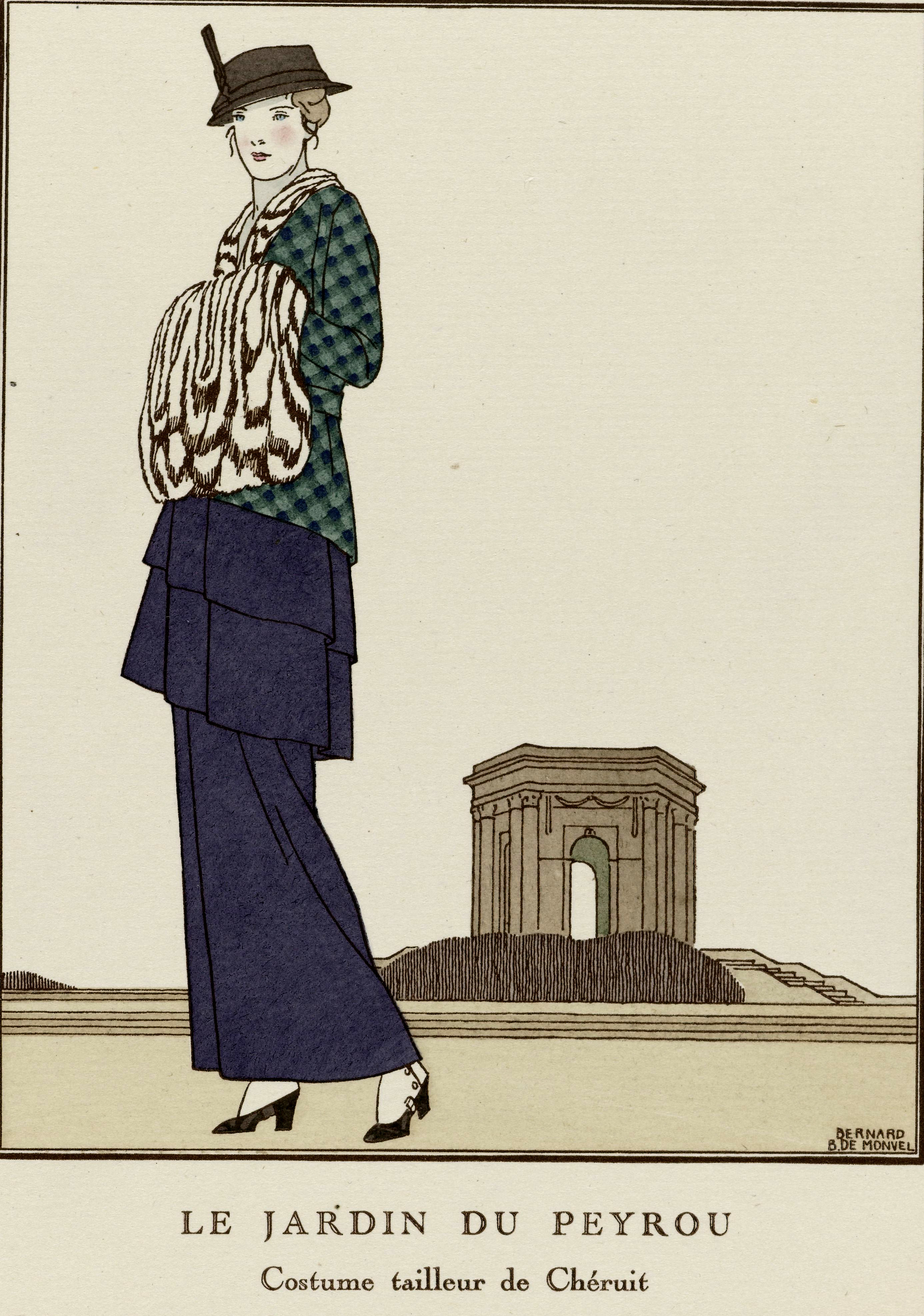
Gazette du bon ton n°1, planche 6 : Le Jardin de Peyrou, 1914
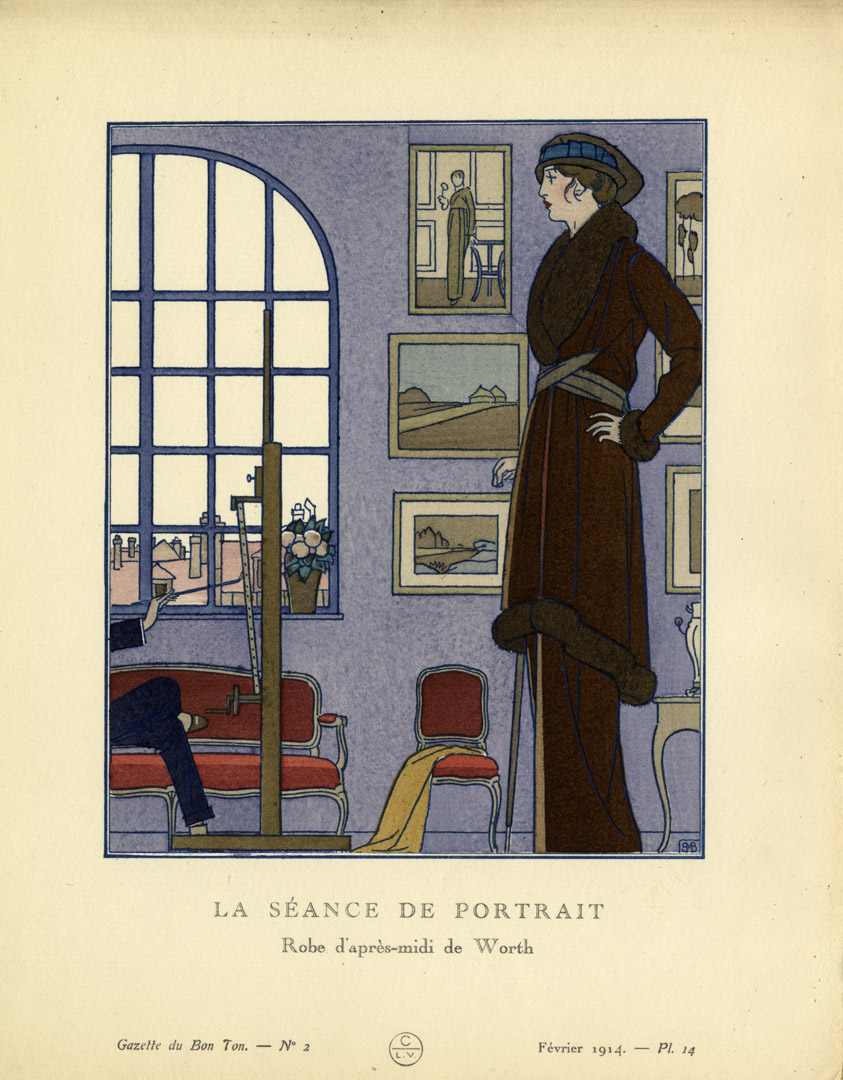
Gazette du bon ton n°2, planche 14 : La séance de portrait, février 1914
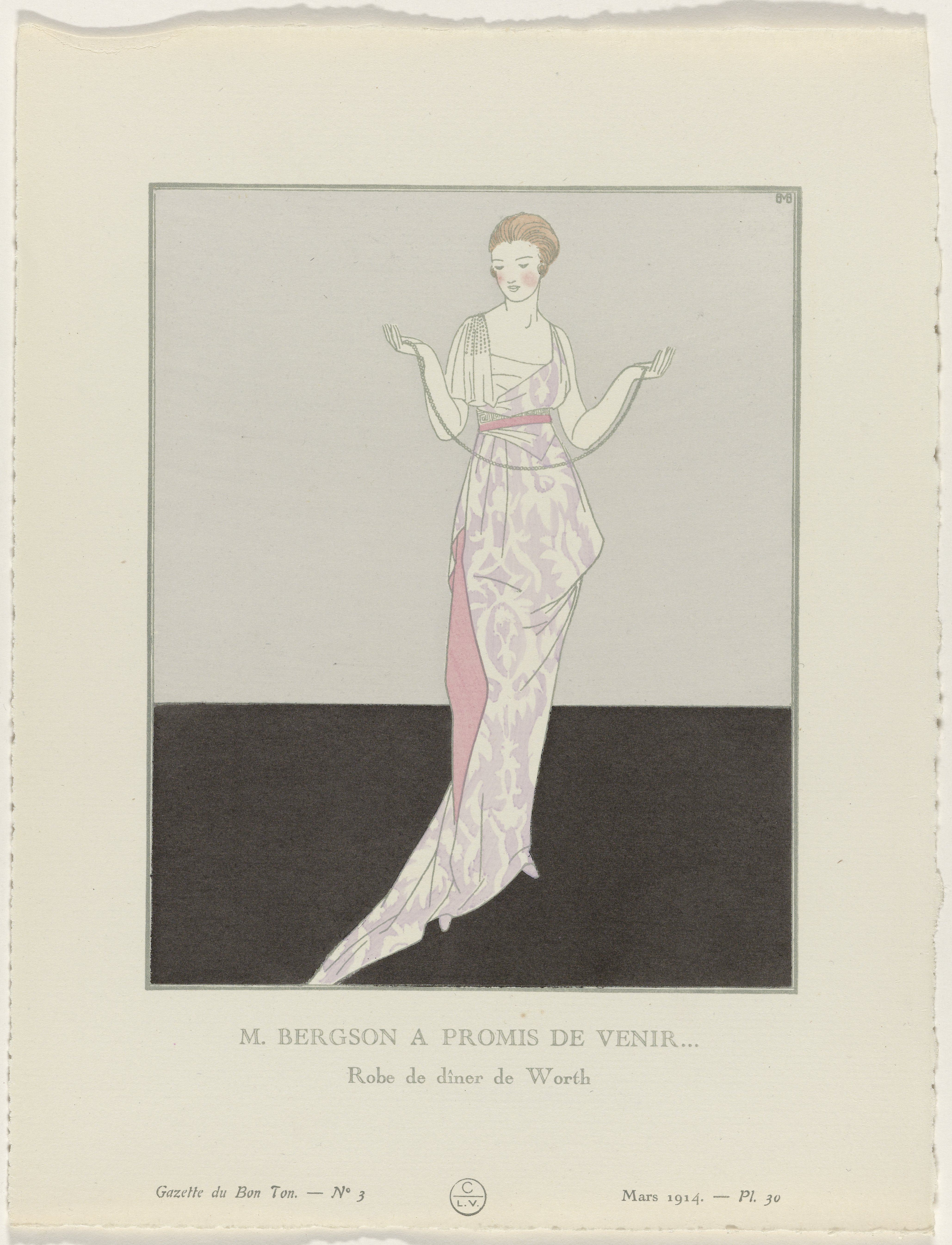
Gazette du bon ton n°3, planche 30 : M. Bergson a promis de venir, mars 1914
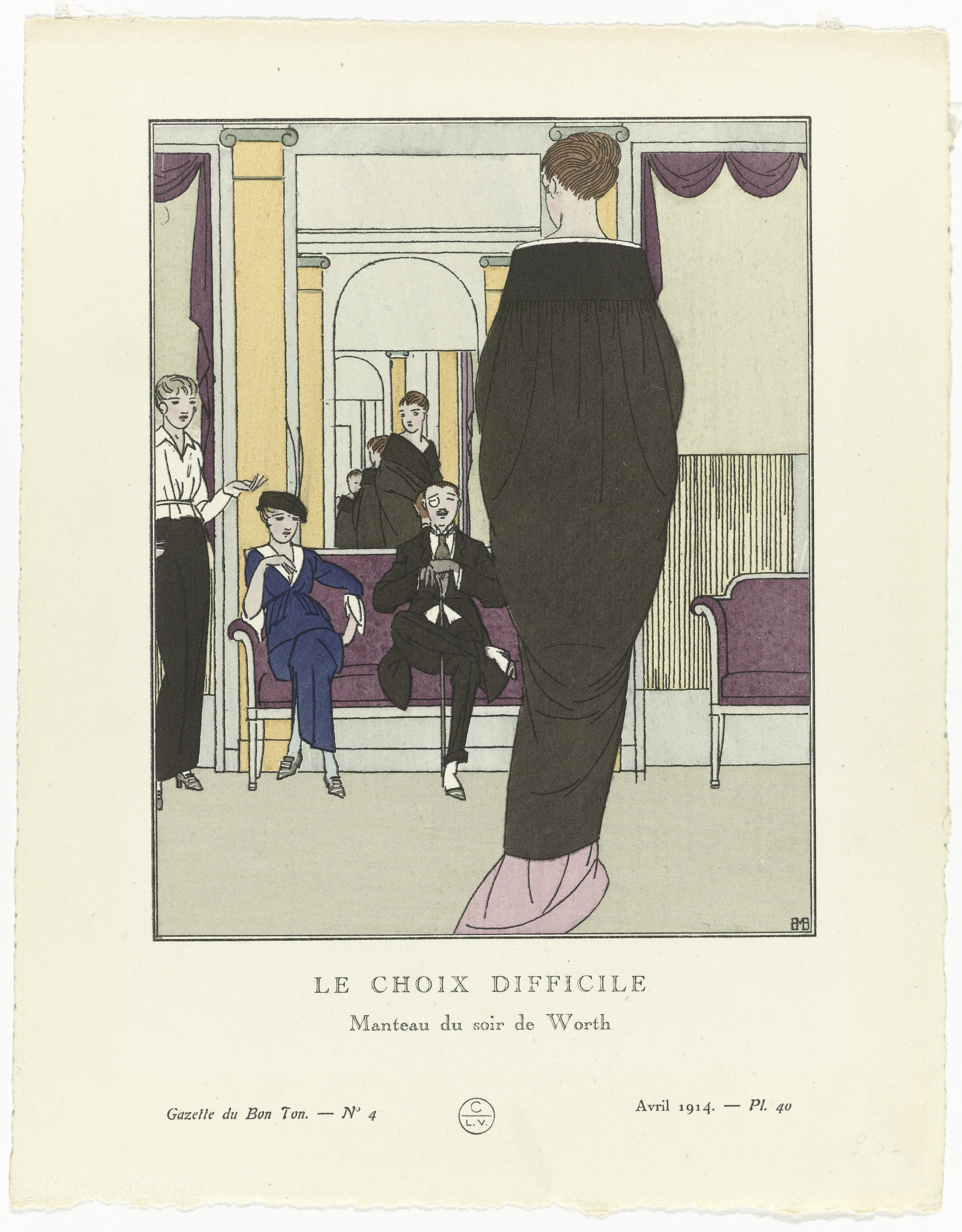
Gazette du bon ton n°4, planche 40 : Le choix difficile, avril 1914
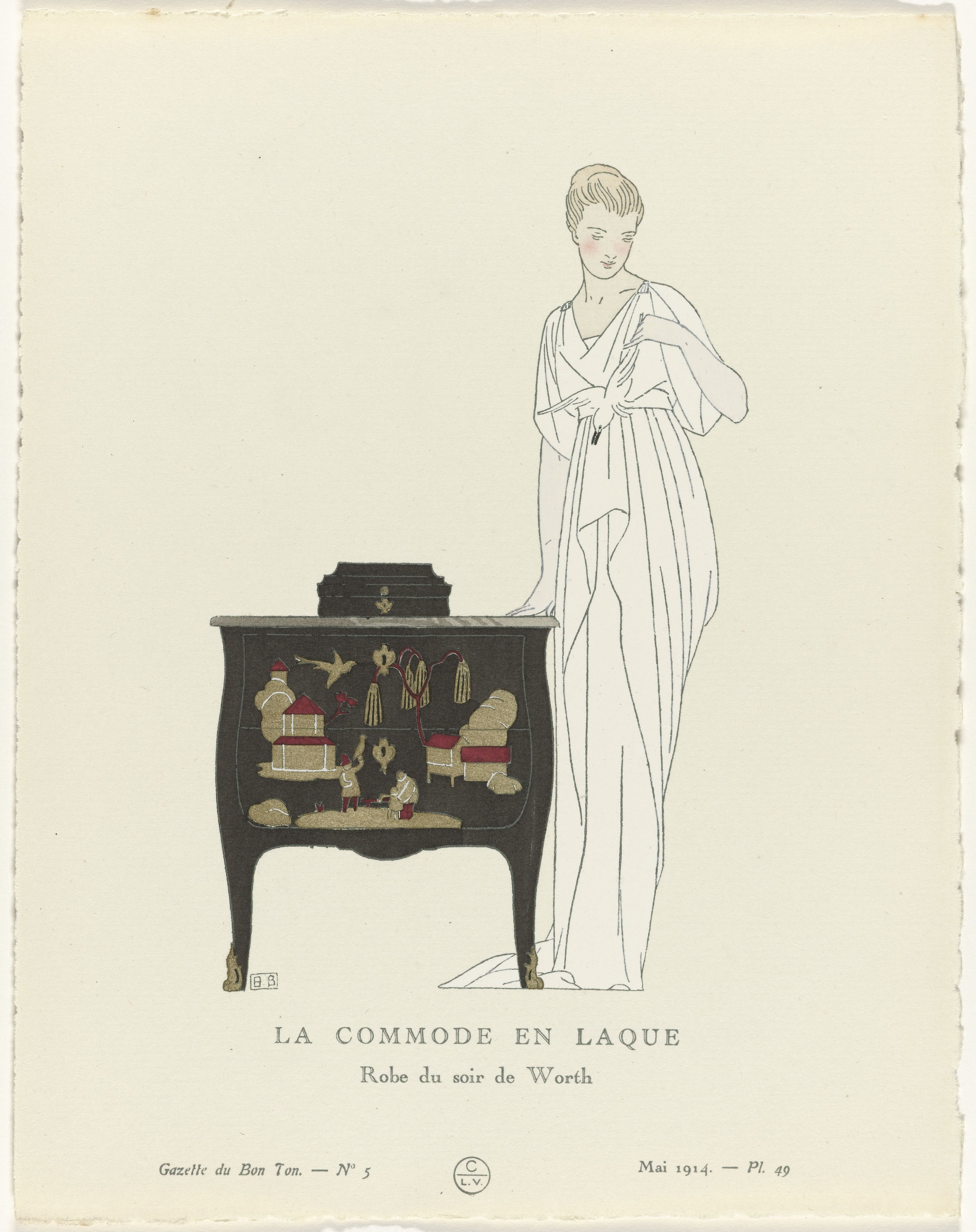
Gazette du bon ton n°5, planche 49 : La commode en laque, mai 1914
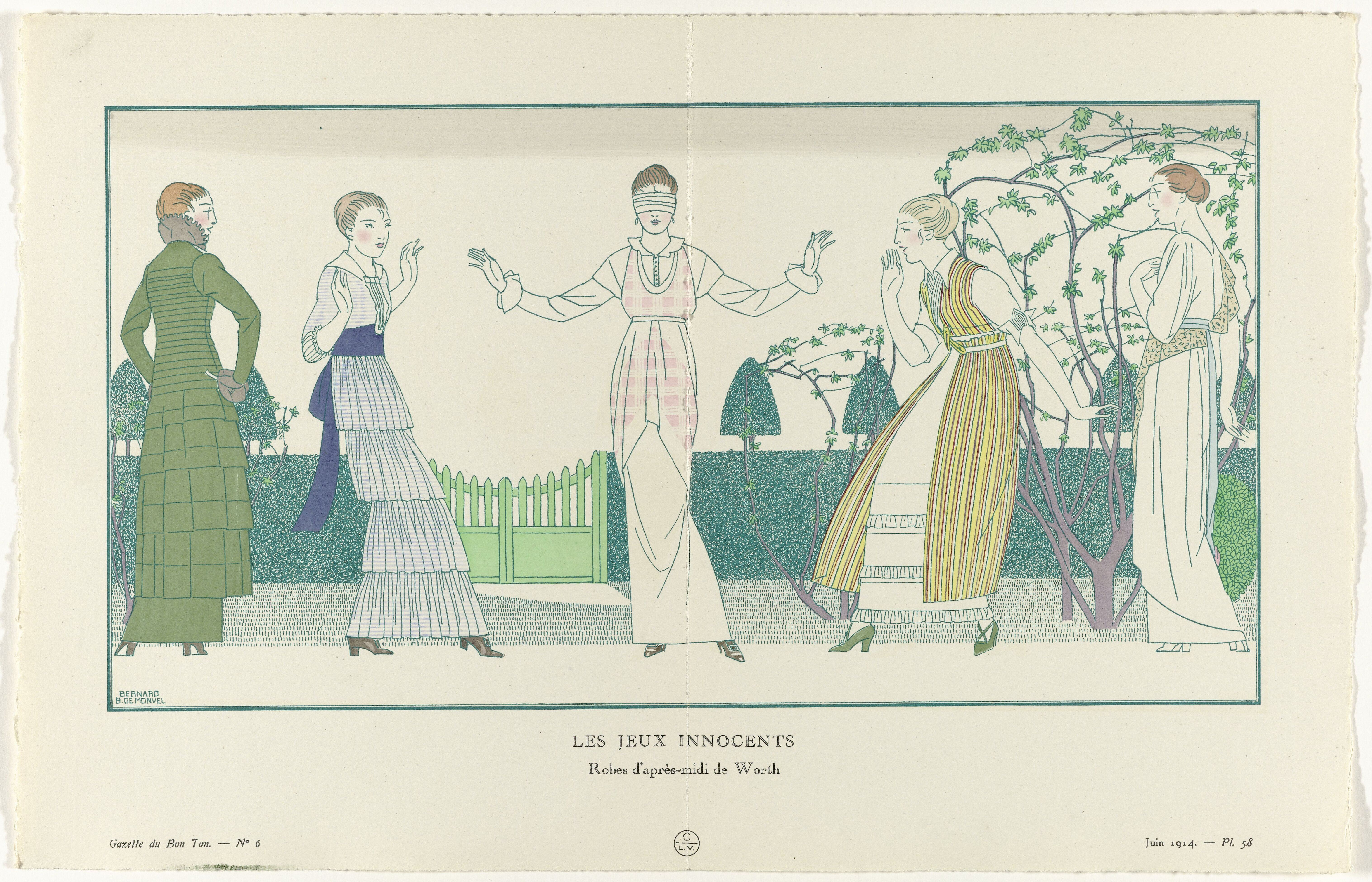
Gazette du bon ton n°6, planche 58 : Les yeux innocents, juin 1914
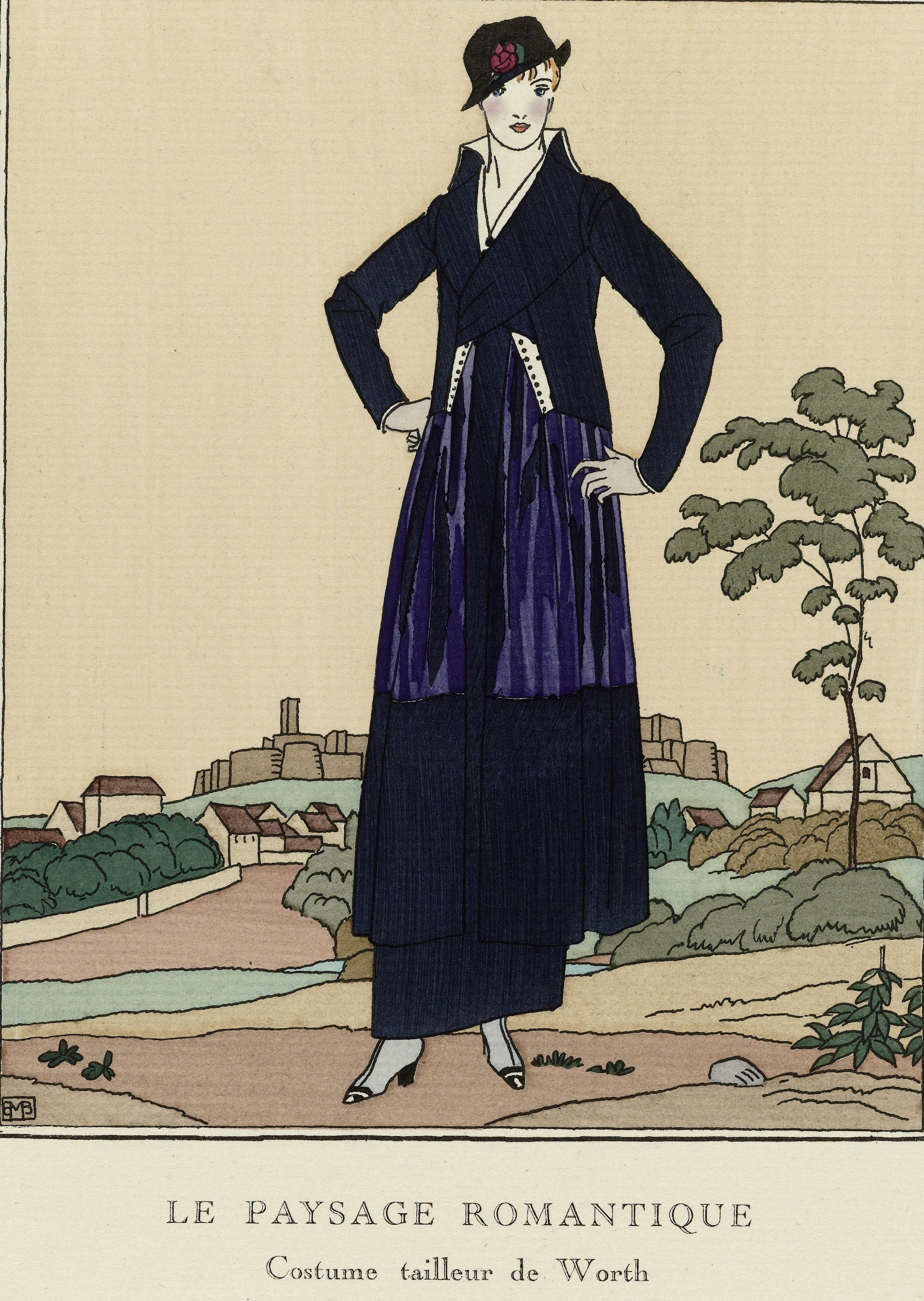
Gazette du bon ton n°7, planche 68 : Le paysage romantique, 1914

Il fait partie du cercle des Mortigny, fondé par Dimitri Oznobichine, en 1908, qui regroupe de nombreux artistes et habitués de la vie parisienne : Paul Poiret, Pierre Brissaud, Georges Villa, Guy Arnoux, Joë Hamman, Lucien-Victor Guirand de Scévola, Joseph Pinchon, André Warnod, Pierre Troisgros, Jean Routier, Henri Callot, Pierre Falize, Pierre Prunier, cercle qui fonctionne jusque dans les années 1950.

### Un artiste sous les drapeaux
Lorsque la Première Guerre mondiale éclate, en août 1914, Bernard Boutet de Monvel est appelé comme réserviste, et blessé lors de la bataille de la Marne. Après un court passage dans le train, il intègre le 4e Groupe de bombardement comme bombardier. À la dissolution du 4e GB, en novembre 1915, il se fait affecter au Groupe de bombardement d'Orient (GBO), basé à Salonique, en Macédoine. En juin 1916, lorsque le GBO est dissous à son tour, il reste en Orient, et intègre une nouvelle escadrille, la C389. C'est alors qu'en septembre 1916, il réussit l'exploit de rallier avec son pilote Salonique à Bucarest, un haut fait d'armes qui lui vaut la reconnaissance, tant de la France que de la Roumanie. Durant l'hiver, il entreprend la création de l'album Les Mois de la guerre 1914-1918, qui ne sera finalement pas publié. Après plusieurs accidents d'avion et la disparition de plusieurs de ses pilotes, Bernard Boutet de Monvel, dont le courage fut maintes fois salué, quitte la Macédoine en juin 1917, décoré de la Légion d'honneur et de cinq citations. 

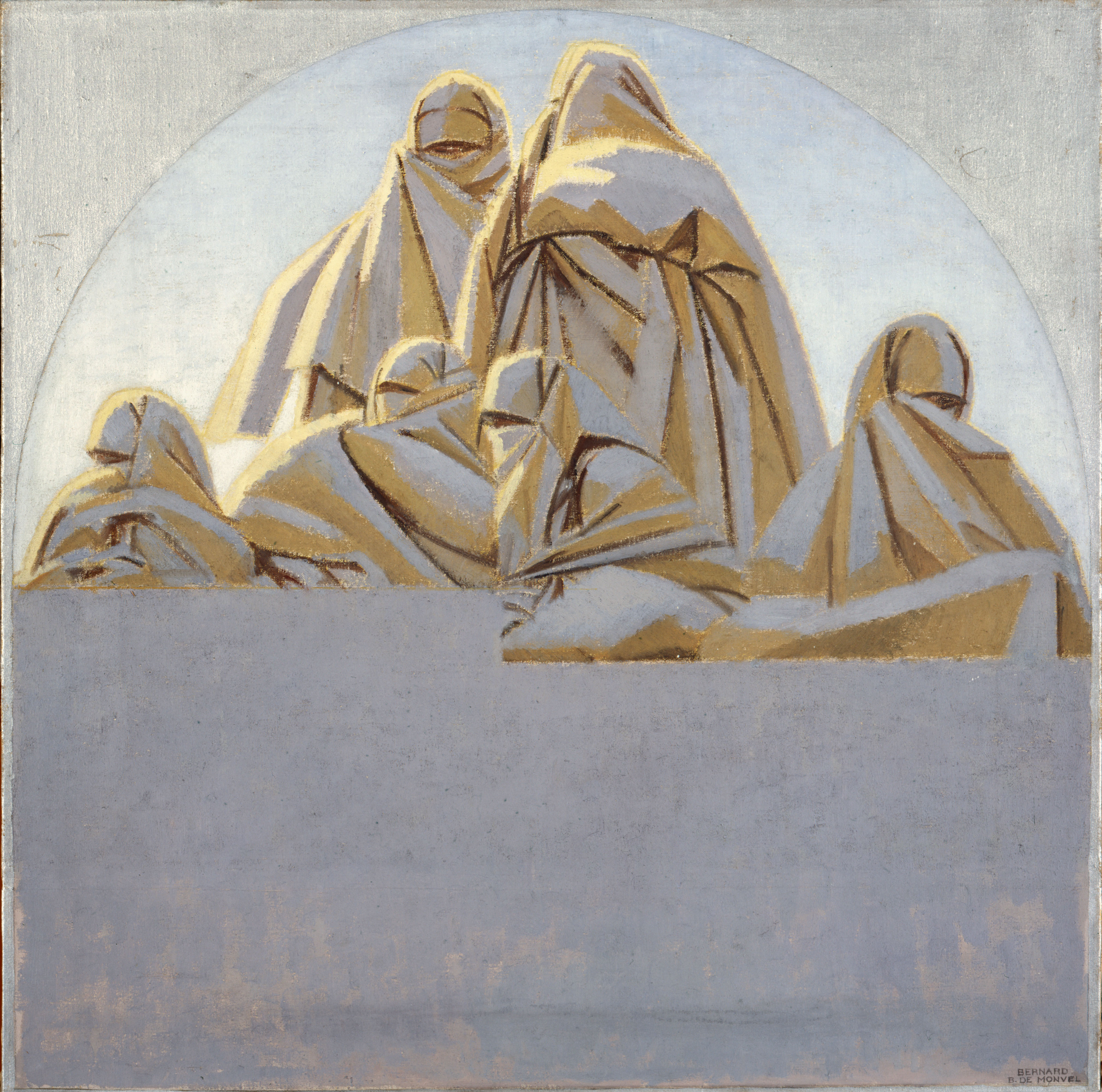
Femmes sur les terrasses, Rabat, huile sur toile (vers 1918), Paris, Petit Palais

Il demande à être affecté au Maroc et s'installe à Fez, où est basé la 551e escadrille, en octobre 1917. À la demande du général Lyautey, qui était alors Résident général de France au Maroc, il reprend ses pinceaux qu'il n'avait plus touchés depuis la déclaration de guerre. De sa terrasse, il peint la ville de Fez à toutes les heures du jour, dont les murs, à la matière solide qu'il maçonne au couteau et synthétise à l'extrême, deviennent une juxtaposition de rectangles que délimitent rigoureusement des segments de droites tracés à la règle. Mais de Fez, il peint également ses ruelles vides ou animées, ses mendiants, ses porteurs d'eaux, ses esclaves noires ou ses femmes en haïks, mais toujours comme un témoin respectueux qui jamais ne cherche à forcer l'intimité, à dévoiler le regard ou le corps. Il peint également Rabat, dont il capte en des toiles fortement imprégnées d'arrangement décoratifs, les femmes voilées de blanc et assises sur les terrasses des maisons. Au vaste aplat bleuté de la façade, qui occupe l'essentiel de la composition, répond alors leurs silhouettes compactes regroupées dans la moitié supérieure du tableau. Enfin, il peint Marrakech, dont il saisit essentiellement les processions d'ânes ou de chameaux devant les murailles, et les palmiers dont les feuillages s'inscrivent dans un cercle parfait tracé au compas.

### L'après-guerre

#### Retour en France
Démobilisé en mars 1919, Bernard Boutet de Monvel laisse en un an et demi une vision singulière et puissante du Maroc, loin des clichés orientalistes, des harems de pacotilles et des palettes criardes ; une vision s'attachant à dégager les lignes de force et les valeurs de cette architecture séculaire ; une vision n'ayant jusqu'alors pas d'égal et ayant, pour cette raison, profondément influencé son ami Jacques Majorelle, qui en reconnut le bien-fondé dix ans plus tard, en mars 1928, lorsqu'il confessa à La vigie marocaine : « Mais songez bien que mon erreur première a été de faire comme les autres : multiplier les couleurs. À la longue seulement je me suis parfaitement rendu compte que les divers ensembles de ce pays pouvaient être rendus par de simples valeurs ».
Ses peintures et ses bas-reliefs marocains, que Bernard Boutet de Monvel considéra toujours comme la plus belle partie de son œuvre, furent exposés en 1925 à la galerie Henri Barbazanges, sous le haut patronage du maréchal Lyautey. Le texte d'introduction au catalogue, que rédigèrent à cette occasion Jérôme et Jean Tharaud, s'achevait par ces mots : (« Du Maroc ») « Boutet de Monvel a fixé l'apparence d'un jour et de toujours juste au moment où cette profonde unité risque de disparaître ; à l'instant dramatique où la vieille cité d'islam commence à sentir peser sur elle la menace de notre civilisation. » Le 25 avril 1921, il épouse l'héritière chilienne Delfina Edwards Bello (1896-1974), qu'il avait rencontrée à Biarritz. Elle pose régulièrement dans Vogue.

Lorsque Bernard Boutet de Monvel rentre à Paris, il reprend en premier lieu sa carrière de peintre, particulièrement de portraitiste des sportsmen et des dandys, qui avait fait sa célébrité avant-guerre. Il peint ainsi le Portrait du Prince Sixte de Bourbon-Parme (Salon de 1921) et le Portrait de Georges-Marie Haardt (1925). Pour chaque portrait Bernard Boutet de Monvel réalisait d'abord un dessin achevé, afin d'épargner à ses modèles d'interminables séances de pose, qu'il reportait sur une toile quadrillée. 

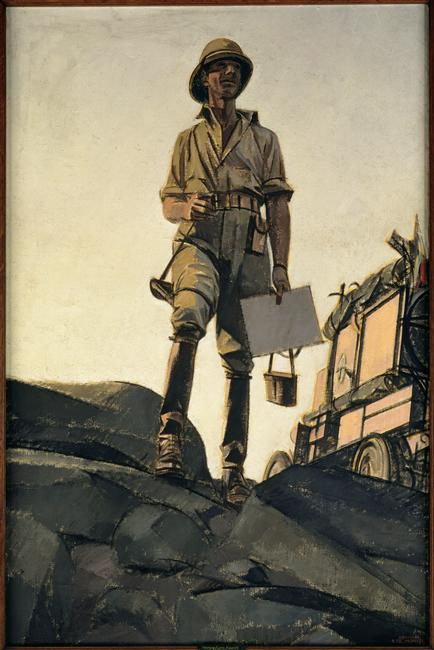
Portrait de Georges-Marie Haardt (1925), Paris, musée du Quai Branly - Jacques-Chirac.
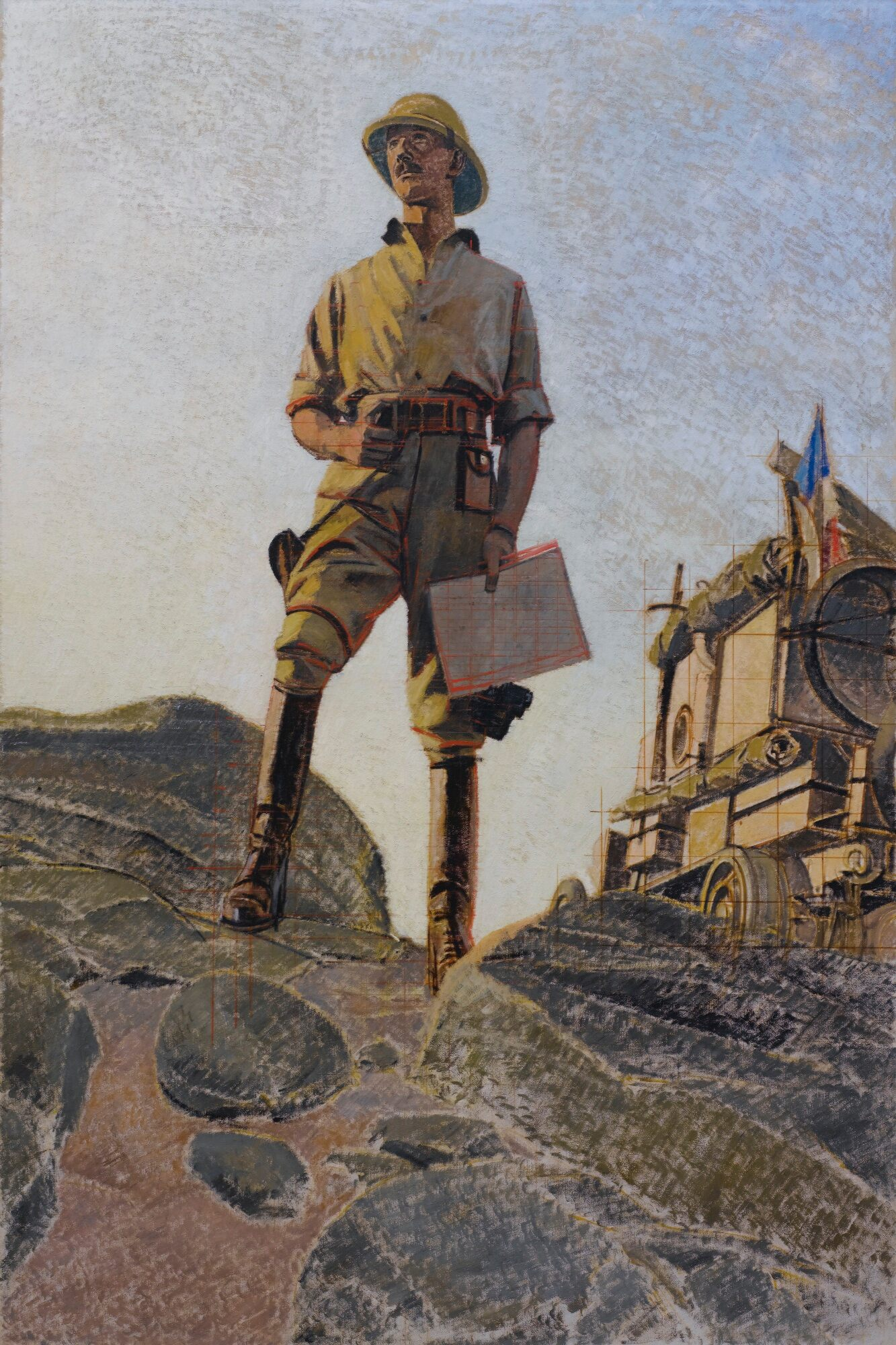
Portrait de Georges-Marie Haardt
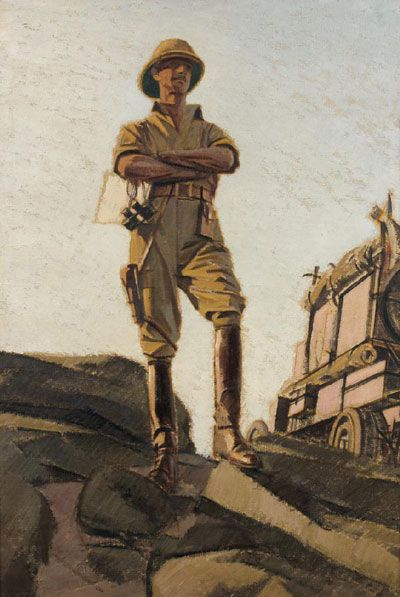
Portrait de Georges-Marie Haardt
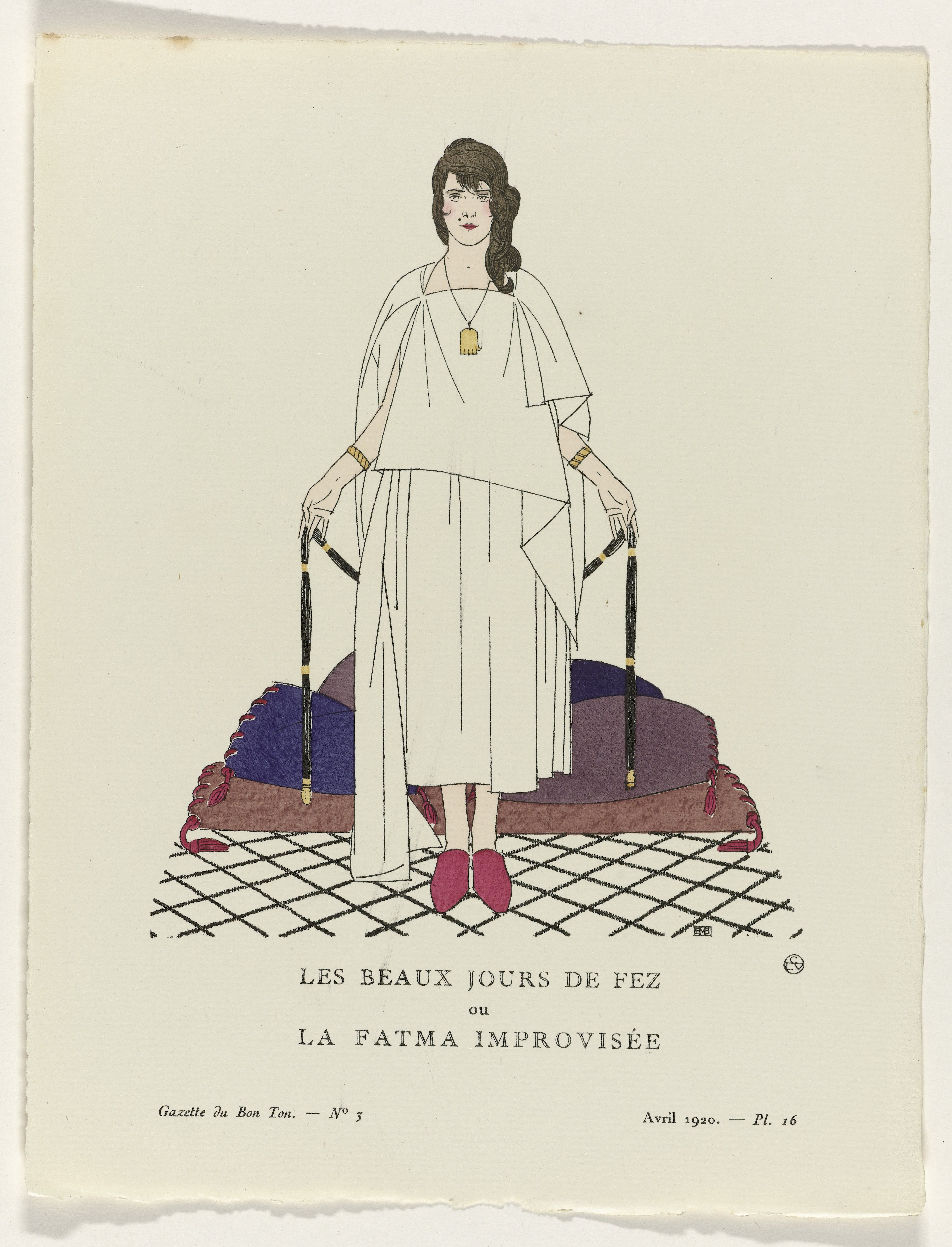
Gazette du bon ton n°3, planche 16 : Les beaux jours de fez, ou, la fatma improvisée, avril 1920
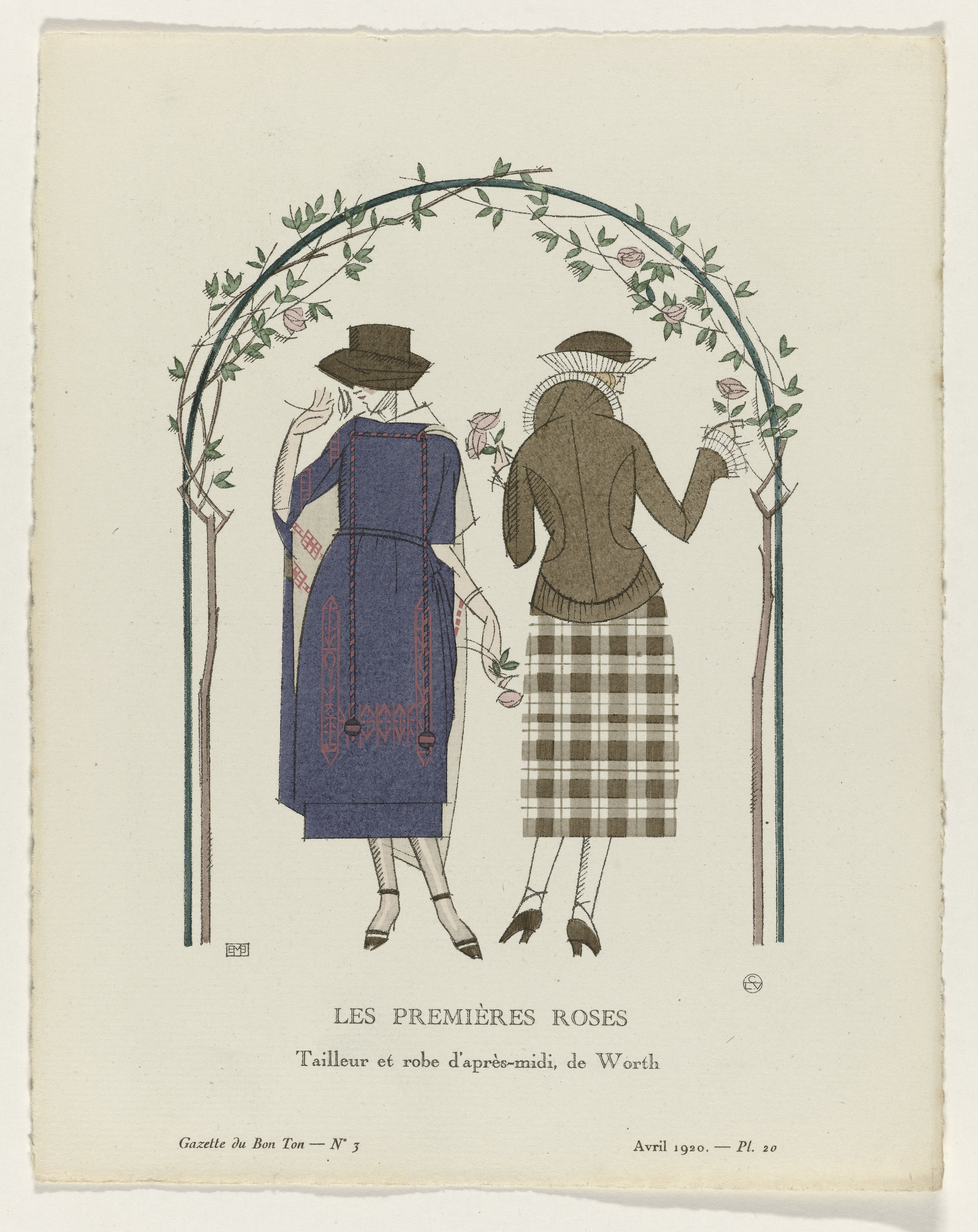
Gazette du bon ton n°3, planche 19 : Les premières roses, avril 1920
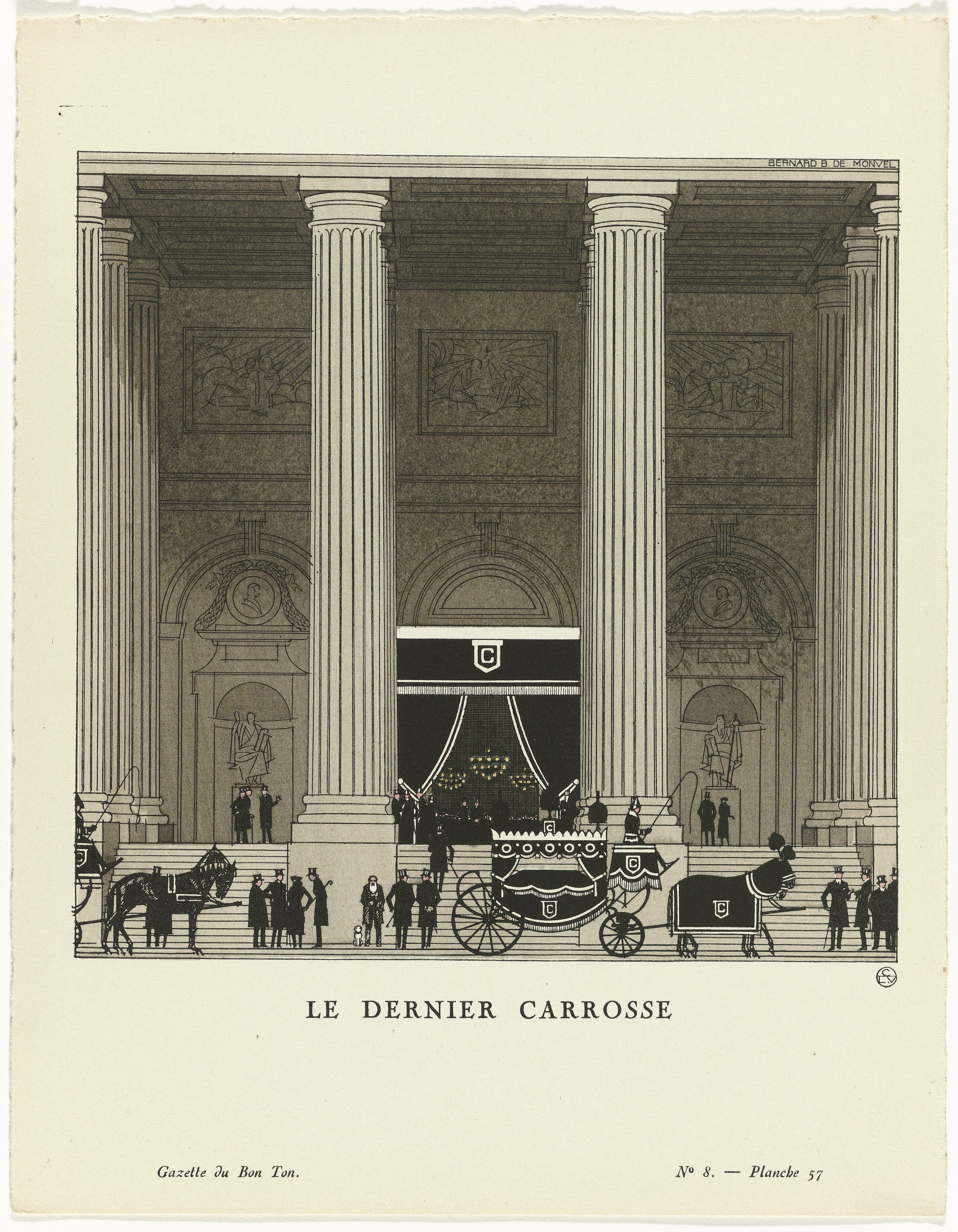
Gazette du bon ton n°8, planche 57 : Le dernier carrosse, 1920
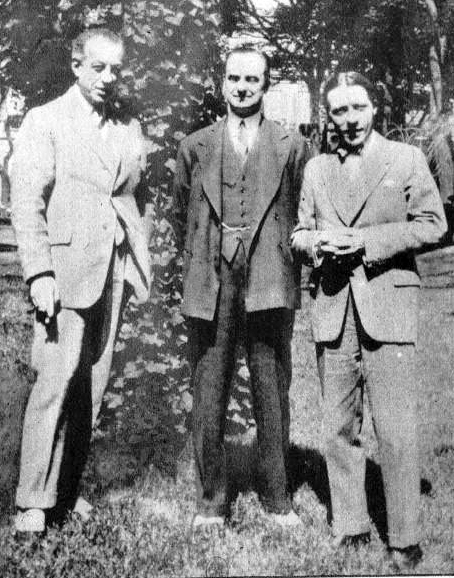
Bernard Boutet de Monvel, Paul Schmidt et Alfred Cortot au Cercle interallié à Paris (1927)

Il reprend également sa collaboration avec la Gazette du Bon Ton et avec plusieurs magazines de mode, dont Vogue, avant de travailler pour Harper's Bazaar en 1925, qui le prend sous contrat d'exclusivité de 1926 à 1933. Il illustre par ailleurs Général Bramble d'André Maurois (1920) et La Première Traversée du Sahara en automobile de Georges Marie-Haardt et Louis Audouin-Dubreuil (1924).
Enfin et surtout, il intègre à la demande de Louis Süe, et ce dès sa création en 1919, la Compagnie des Arts Français, maison de décoration et éditrice de meubles et objets. Il participe ainsi à l'aménagement de l'hôtel parisien de Jean Patou (1923), de la villa de Jane Renouardt à Saint-Cloud (1924-1925), où il imagine des paravents et des panneaux peints, tantôt de palmiers, tantôt de figures allégoriques, et décore pour son propre compte la salle à manger biarrote de Mme Jacques Edeline (1925).
Lorsqu'il peignait, il prenait d'abord une photographie du paysage ou de la personnalité dont il allait brosser le portrait, puis travaillait en atelier à partir du cliché.
Lorsqu'il était à Paris, Bernard Boutet de Monvel possédait une maison-atelier au 11 passage de la Visitation dans le 7e arrondissement. Cent ans auparavant, c'est Jean-Auguste-Dominique Ingres qui occupa l'atelier du dernier étage. Il fut d'abord loué par Boutet de Monvel puis, en 1924, après la naissance de sa fille Sylvie, il acquiert l'immeuble entier. Son hôtel particulier parisien s'avérant trop exigu, Bernard confie à l'architecte Louis Süe le soin de l'agrandir. Pour sa demeure, il dessine la table de la salle à manger, meuble imposant en miroir de forme octogonale comme la pièce qu'elle occupe, ponctuée de colonnes. Dans le boudoir de sa femme, il s'amuse à animer les placards de motifs joyeux : paniers fleuris, chapeaux, souliers. Pour la bibliothèque, il compose deux peintures ornementales, illustrant, sur un mur, les instruments de musique, et sur les autres, les attributs du peintre. En 1948, le magasine House &Garden commande au photographe André Kertész une série de photographies de la maison. À sa mort, sa veuve préserve alors la maison tel un sanctuaire. À peine ajoute-t-elle quelques bibelots. Ses héritiers n'apporteront pas grand changement. Ils ont pieusement gardé le tout jusqu'à une vente aux enchères en avril 2016. En même temps que le mobilier, ils dispersent l'atelier du maître.

#### Carrière aux États-Unis
Une rétrospective de ses œuvres organisée en novembre et décembre 1926 à la Anderson Galleries à New York, que suit en 1927 une exposition de ses peintures au musée d'Art de Baltimore, sont pour lui l'occasion de ses premiers voyages aux États-Unis. 
Il s'y rend désormais chaque année, tandis qu'il devient le portraitiste le plus demandé par la Café society américaine (grâce à l'entremise de Mary Benjamin Rogers, épouse de l'industriel Henry H. Rogers), et l'un des peintres les plus fêtés. Ses modèles ont alors pour nom Henry Clay Frick, du Pont, Vanderbilt, etc.
Le krach de 1929, et l'annulation de plusieurs commandes de portraits, sont pour lui l'occasion de peindre enfin librement une série de paysages de New York, par lesquels il s'attache à saisir la modernité froide et déshumanisée d'une ville en construction. Réalisée entre abstraction et réalisme photographique, cette partie de l'œuvre de Bernard Boutet de Monvel, à laquelle il faut ajouter plusieurs vues d'une aciérie de Chicago qu'il exécute en 1928, fait de lui l'égal de figures majeures du mouvement précisionniste, telles Charles Sheeler.
En 1934, il expose à la galerie Wildenstein de New York les portraits du Maharajah d'Indore Yeshwant Rao Holkar II et de la Maharani Sanyogitabai Devi of Indore (en) en costumes de cour.

En 1936, tandis qu'il se fait construire à Palm Beach par Maurice Fatio (en) un pavillon octogonal appelé La folie Monvel, il entreprend une série de portraits de profil dont les figures les plus emblématiques sont celles de Lady Charles Mendl (1936) et du marquis de Cuevas (1938).

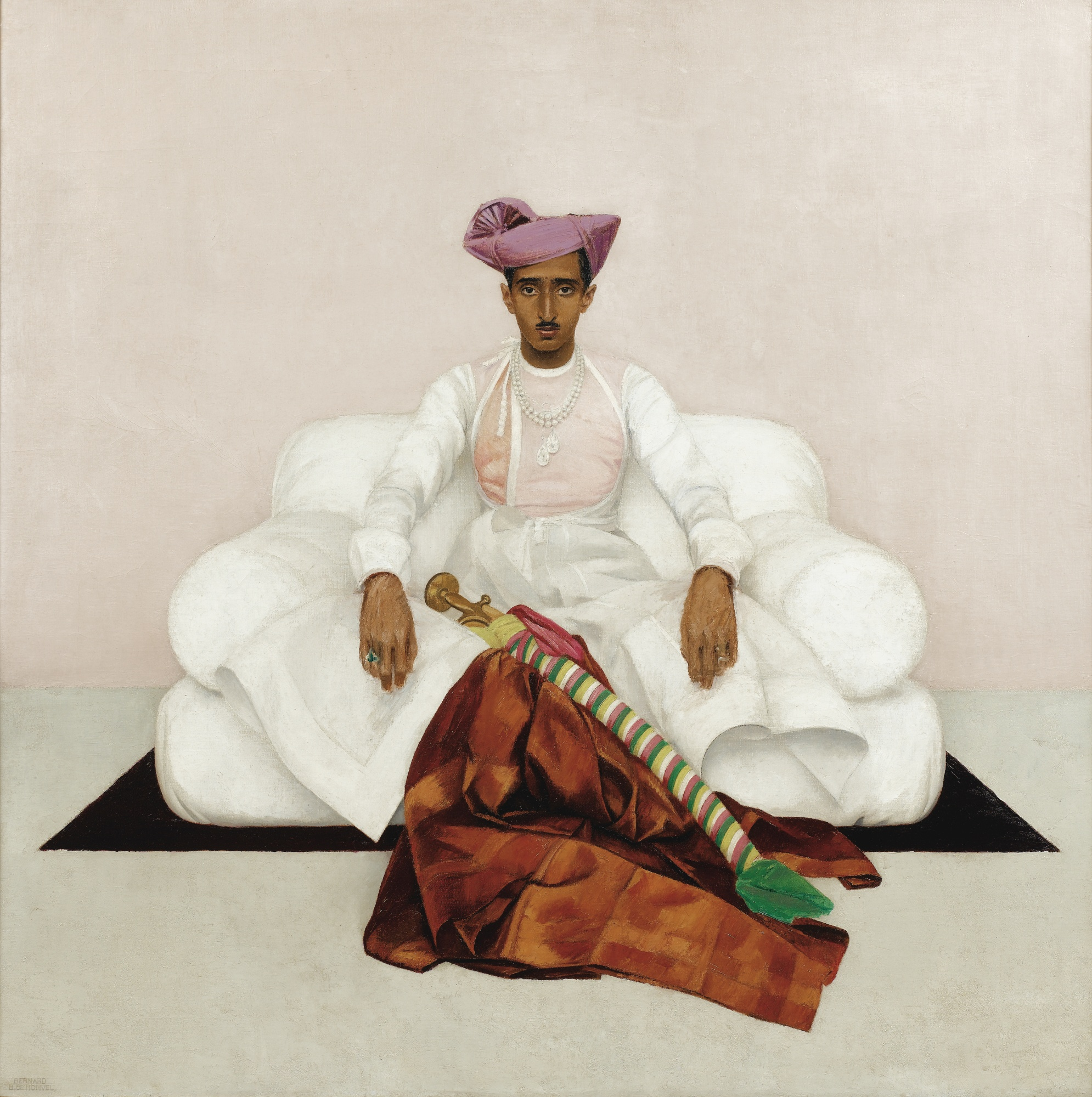
Le Maharadjah d'Indore en costume traditionnel (1933-1934)
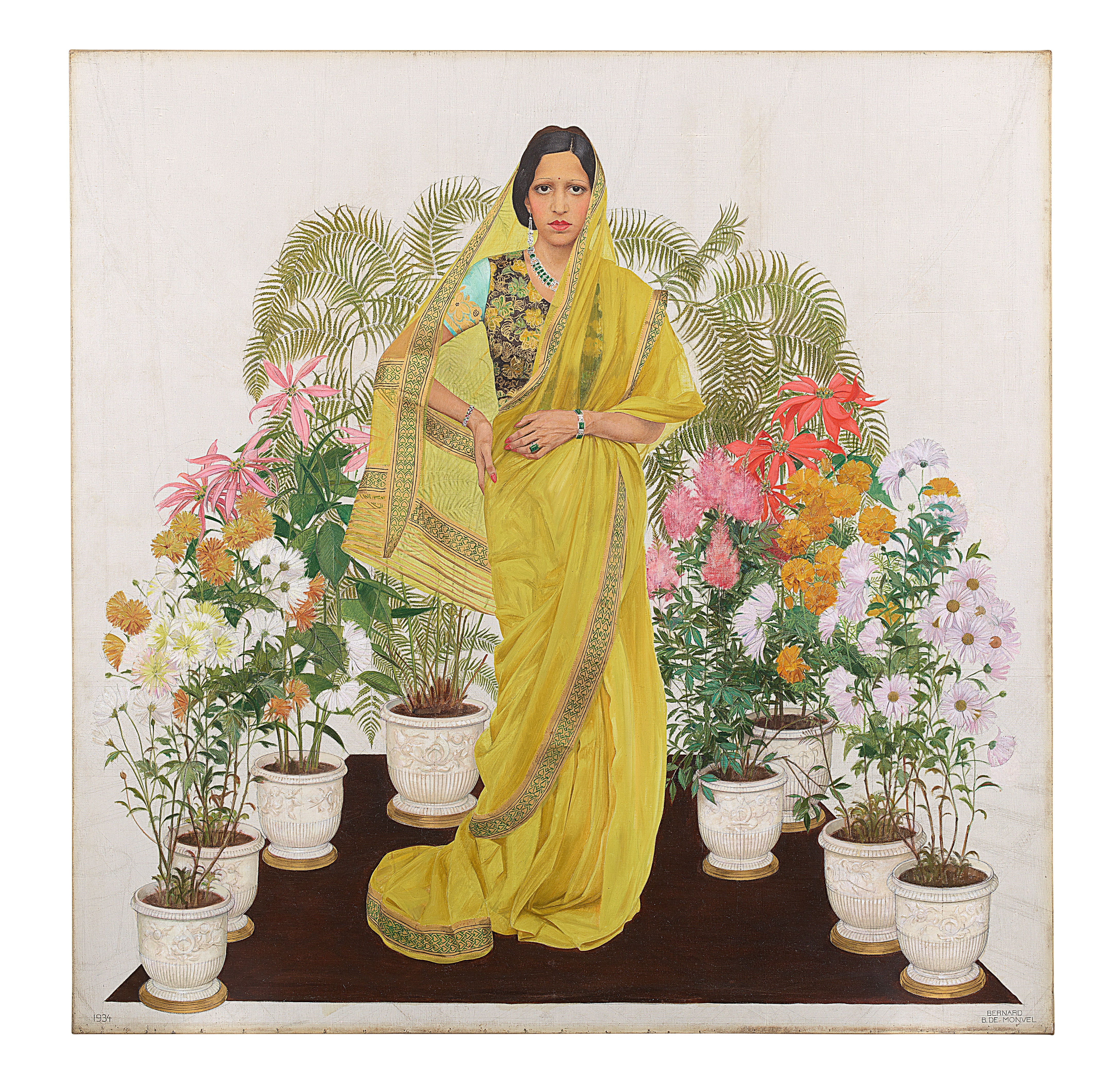
La maharani d'Indore en costume traditionnel (1933-1934), huile sur toile, Collection Al Thani.
Résidence octogonale de Bernard Boutet de Monvel sur Highmond Road, à Palm Beach en Floride (1937), photographie par Gottscho-Schleisner

De retour à Paris lorsque la Seconde Guerre mondiale est déclarée, il choisit de ne pas quitter la France et travaille essentiellement à une série de Bouquinistes des quais de la Seine.
En novembre 1946, tandis qu'il est de retour à New York, la galerie Wildenstein lui propose d'organiser une exposition Profiles. Bernard Boutet de Monvel, qui se tiendra finalement un an plus tard chez Knoedler. Bernard Boutet de Monvel reprend alors l'habitude de se rendre aux États-Unis pour y peindre des portraits comme celui de Millicent Rogers (en) (1949).

### Mort
C'est lors d'un de ses voyages entre Paris et New York qu'il meurt, le 28 octobre 1949, dans le crash du vol Paris - New York sur l'île de São Miguel aux Açores, dans le même avion, que le célèbre boxeur français et amant d'Édith Piaf, Marcel Cerdan.
Son corps est rapatrié en France, puis enterré au cimetière de Saint-Pierre-lès-Nemours (Seine-et-Marne).

## Œuvres dans les collections publiques
- Belgique
  - Gand, musée des Beaux-Arts :
    - Femme assise à une table de jardin, vers 1910, huile sur toile, 46,2 x 61,1 cm[51].

- États-Unis
  - Indianapolis, Herron School of Art and Design (en).
  - New York :
    - Metropolitan Museum of Art.
      - The Rue de Paris, Trouville, vers 1910, dessin sur papier, 44,2 × 30 cm[52].

    - Steinway Inc.

  - Pittsburgh, Carnegie Museum of Art.

- France
  - Aurillac, musée d'Art et d'Archéologie.
  - Beauvais, MUDO - Musée de l'Oise :
    - Wall Street in New York, 1930-1931, huile sur toile, 66,3 x 27,2 cm[53].

  - Blérancourt, musée franco-américain du château de Blérancourt :
    - Usine, vers 1928, huile sur toile, 65 x 49 cm[54] ;
    - Mrs Warren Pershing, 1938, huile sur toile, 33 x 33 cm[55].
    - Mr. Francis W. Pershing, 1938-1939, huile sur toile[55].

  - Boulogne-Billancourt, musée des Années Trente :
    - Le Pensionnat de Nemours - les orphelins, 1909, huile sur toile, 55 x 124 cm (esquisse aboutie du tableau conservé à Pau)[56].
    - Le comte Pierre de Quinsonas, 1913, huile sur toile, 71,8 x 65 cm [57].

  - Brest, musée des Beaux-Arts :
    - L'enterrement à Nemours, date inconnue.

  - Brissac, Château de Brissac :
    - Portrait de May Schneider, 15e duchesse de Brissac, 1946, huile sur toile, 197 x 115 cm[58].

  - Châteauroux, musée Bertrand :
    - Bernard Naudin sur un quai de Paris, 1914, huile sur toile, 200 x 168 cm[59].

  - Le Havre, musée d'art moderne André-Malraux : 
    - New York, sans date, huile sur toile, 42,1 x 42,5 cm[60].

  - Lille, palais des Beaux-Arts :
    - La convalescente, 1906, huile sur toile, 113 x 217 cm [61].

  - Nemours, château-musée : 
    - Le Jeune homme, aquatinte, 28 x 17 cm. 2017.0.141.
    - Canal du Loing, 1899, aquatinte, 20 x 44 cm. 2017.0.140.
    - Le Jardin à la française ou Élégante à la crinoline rouge, 1904, aquatinte, 31,6 × 48 cm. 2016.0.25[62] ;
    - Le Patinage, 1905, aquatinte, 46 × 31,8 cm. 2016.0.26[63] ;
    - L'Église de Bagneaux-sur-Loing, XXe siècle, aquatinte, 35,5 × 46,5 cm. 1909.12.1[64] ;
    - Crépuscule au-dessus de la vallée d’Ormesson, 1925, huile sur toile, 80 × 84 cm. 2014.0.168[65] ;
    - Le Château de Nemours vu du Châtelet, 1925, huile sur toile, 83,7 × 79,9 cm. 2014.0.169[66].

  - Orléans, musée des Beaux-Arts : 
    - Deux anges agenouillés aux pieds de Jeanne d'Arc, étude pour le portrait d'Ingrid Bergman en Jeanne d'Arc, 1948, crayon graphite sur papier vélin, 28 x 30,8 cm[67] ;
    - Les toits de New York, vus depuis l'hôtel The Madison, 1929, huile sur toile, 71,5 x 75,7 cm[68].

  - Paris :
    - musée du Quai Branly - Jacques-Chirac :
      - Portrait de Georges-Marie Haardt, 1925, huile sur toile, 116 x 65 cm.

    - musée Carnavalet :
      - Bouquiniste sur le quai des Grands-Augustins, vers 1949, huile sur toile, 54 x 64 cm[69].

    - Centre Pompidou :
      - Les halles de Paris, 1928, mine graphite sur papier, 31,5 x 24,3 cm[70] ;
      - Rue de New York, 1928, mine graphique sur papier, 38,5 x 22,5 cm[71].

    - musée de l'Armée :
      - Portrait de S.A.R le Prince Sixte de Bourbon-Parme, 1921, huile sur toile[72].

    - musée d'Orsay :
      - Roger Boutet de Monvel au molosse, 1904, huile sur toile, 255,2 x 179,4 cm[73].

    - Petit Palais, musée des Beaux-Arts de Paris :
      - Dunoyer de Segonzac et Boussingault peignant, août 1914, huile sur toile, 285 x 325 cm[74] (en dépôt à Boulogne-Billancourt, au musée des Années Trente)[75].
      - Femmes sur les terrasses, Rabat, vers 1918, huile sur toile, 92 x 92 cm[76].

    - musée d'Art moderne.
    - musée des Arts décoratifs.
    - département des estampes et de la photographie de la Bibliothèque nationale de France.

  - Pau, musée des Beaux-Arts : 
    - Le Pensionnat de Nemours, 1909, huile sur toile, 115 x 260 cm[77].

  - Poitiers, musée Sainte-Croix :
    - Orphée, vers 1927, huile sur toile, 81 x 81 cm[78].

  - Roubaix, La Piscine :
    - Portrait de Georges Menier, vers 1925, huile sur toile, 154,5 x 120 cm[79].

  - Tours, musée des Beaux-Arts.

Autres œuvres de Bernard Boutet de Monvel (classement par dates)
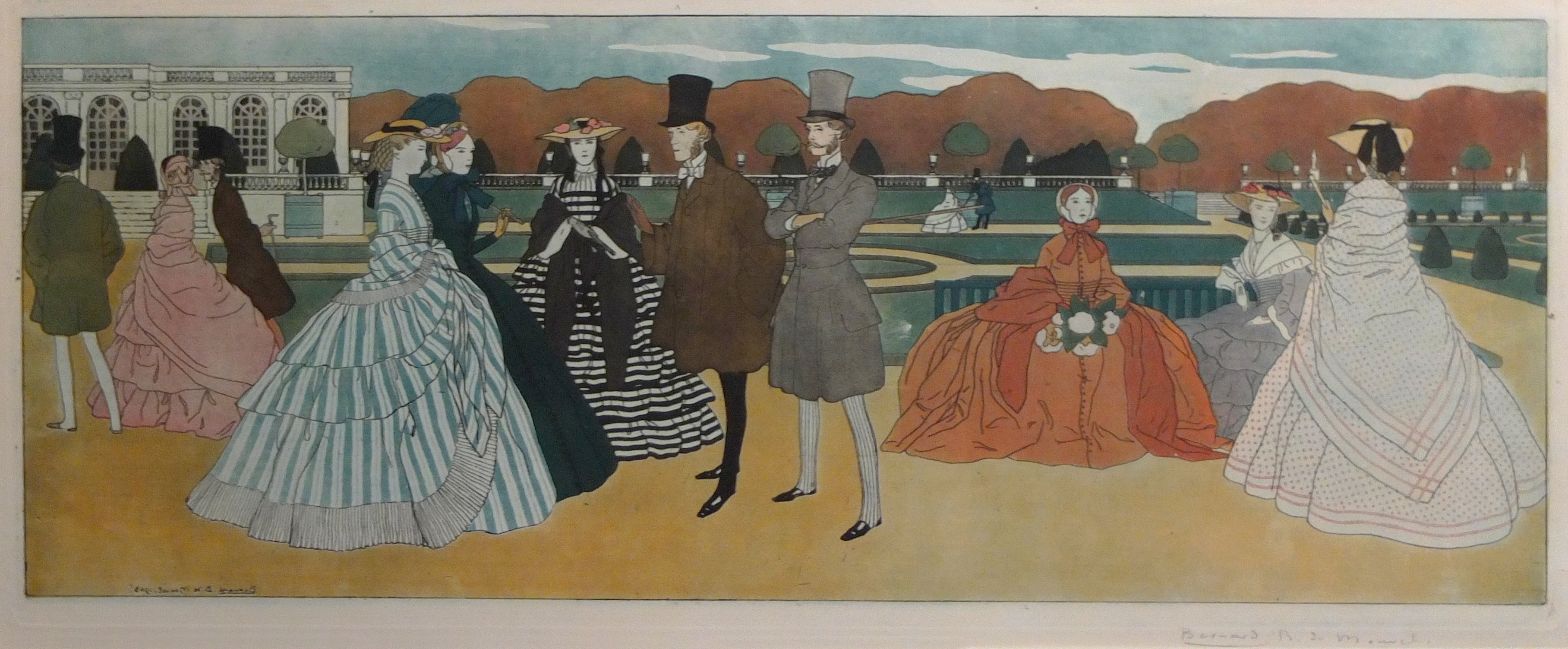
Le Parc. Versailles (1903), eau-forte en couleurs, Paris, BnF.
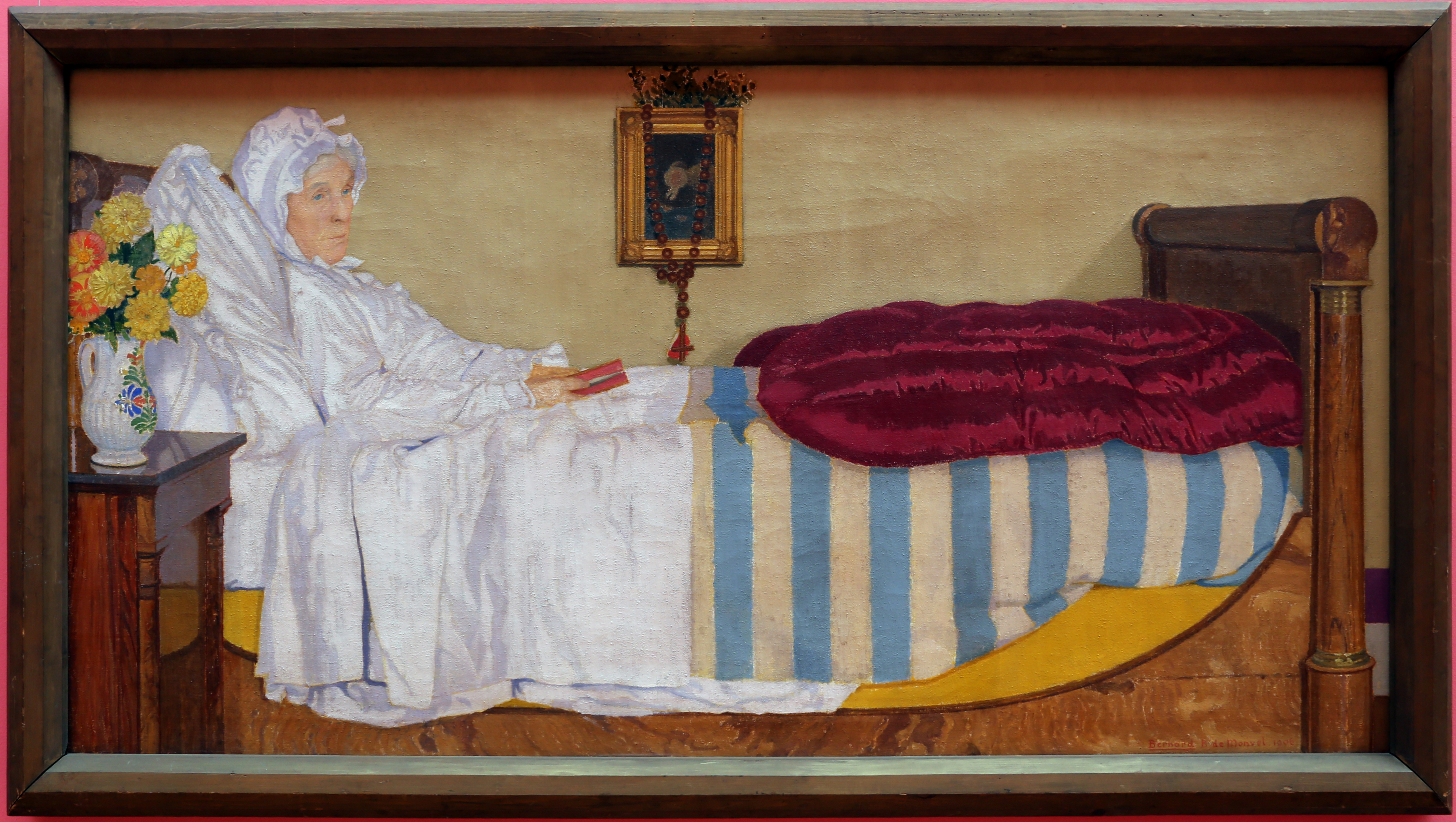
La Convalescente (1906), huile sur toile, palais des Beaux-Arts de Lille.
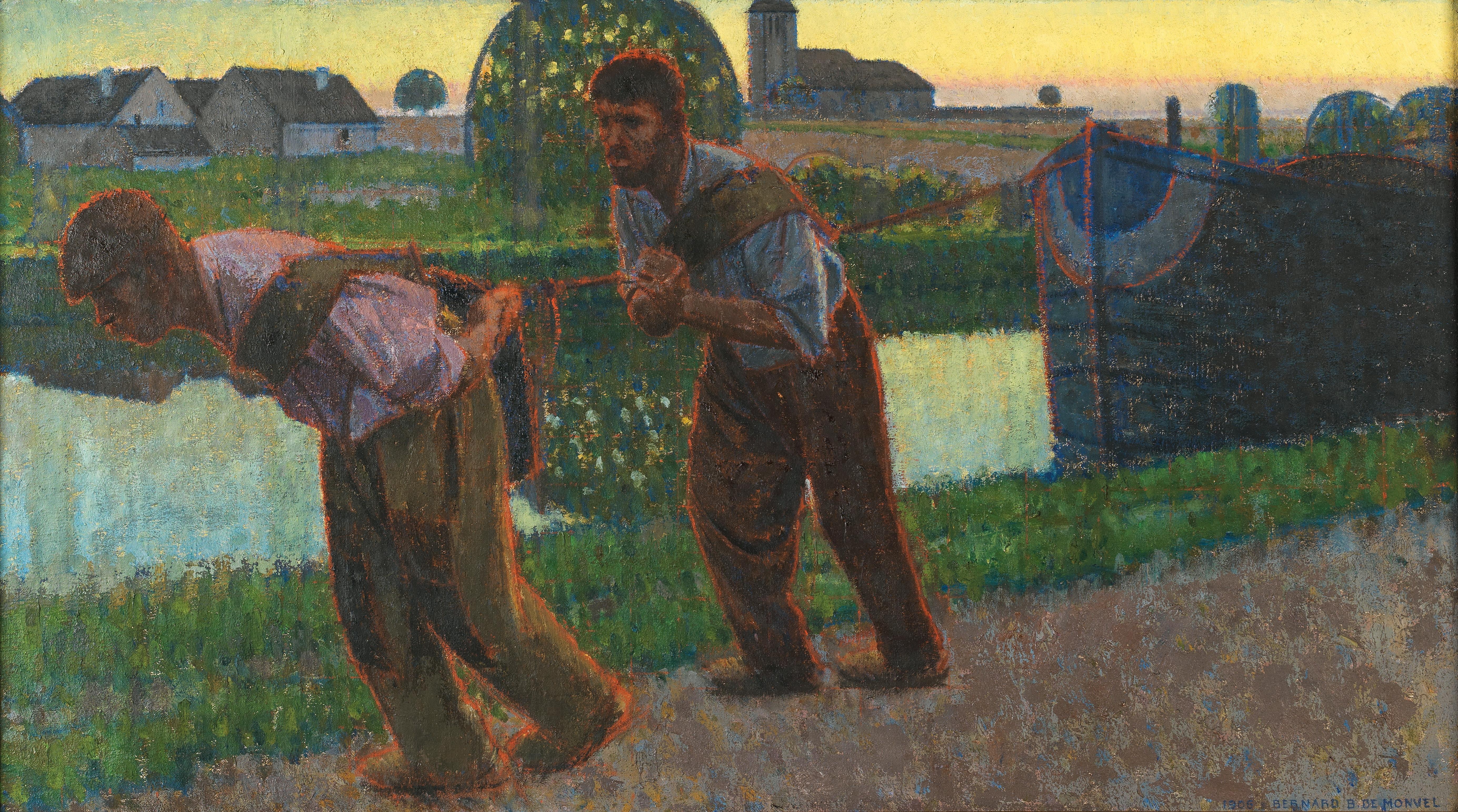
Les haleurs (1906), huile sur toile, localisation inconnue.
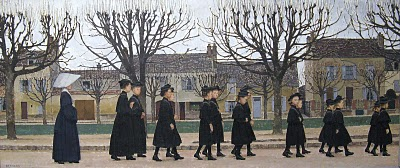
Le pensionnat de Nemours (1909), huile sur toile, Pau, musée des Beaux-Arts.
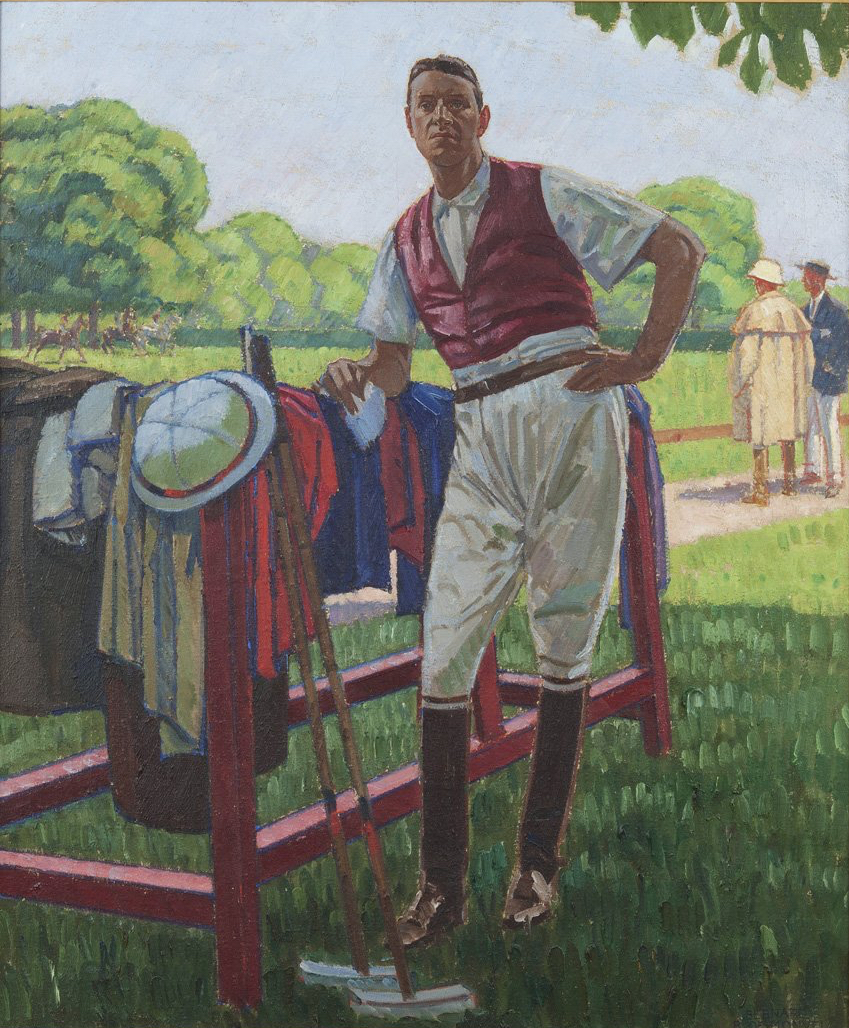
Portrait du prince Léon Radziwill au polo à Bagatelle (1910), localisation inconnue
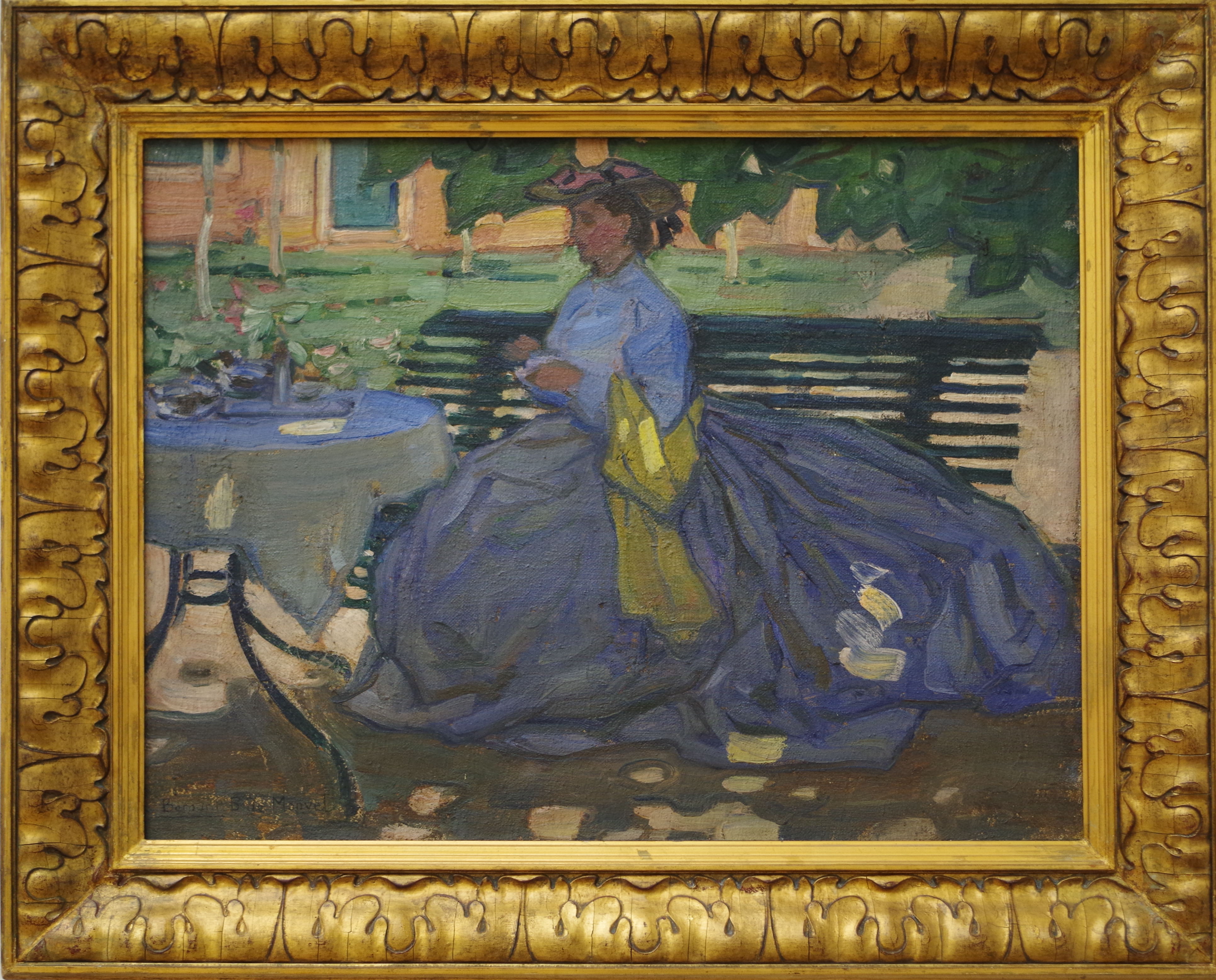
Femme assise à une table de jardin (vers 1910), huile sur toile, musée des Beaux-Arts de Gand.
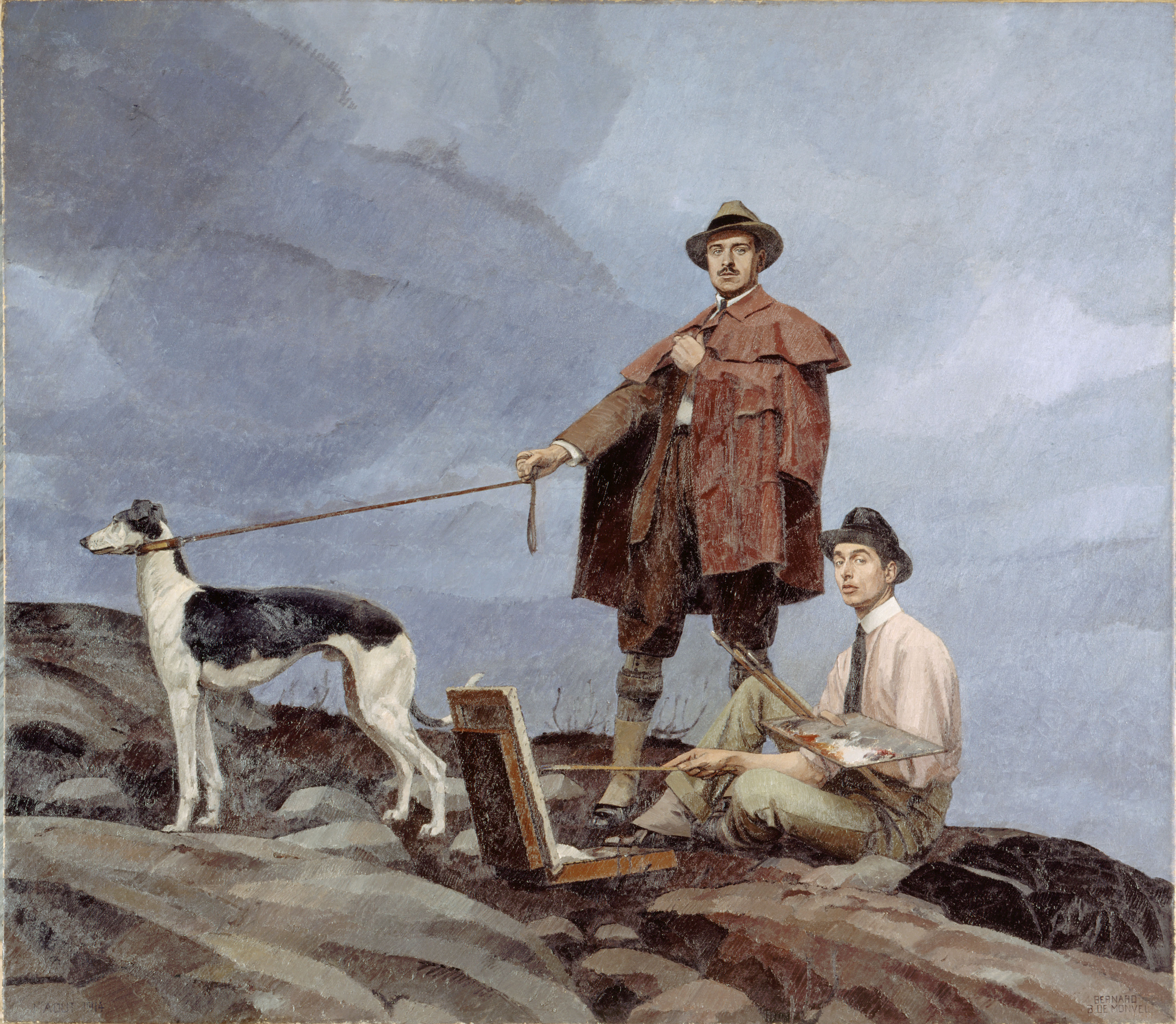
André Dunoyer de Segonzac et Jean-Louis Boussingault peignant (1er août 1914), Paris, Petit Palais.
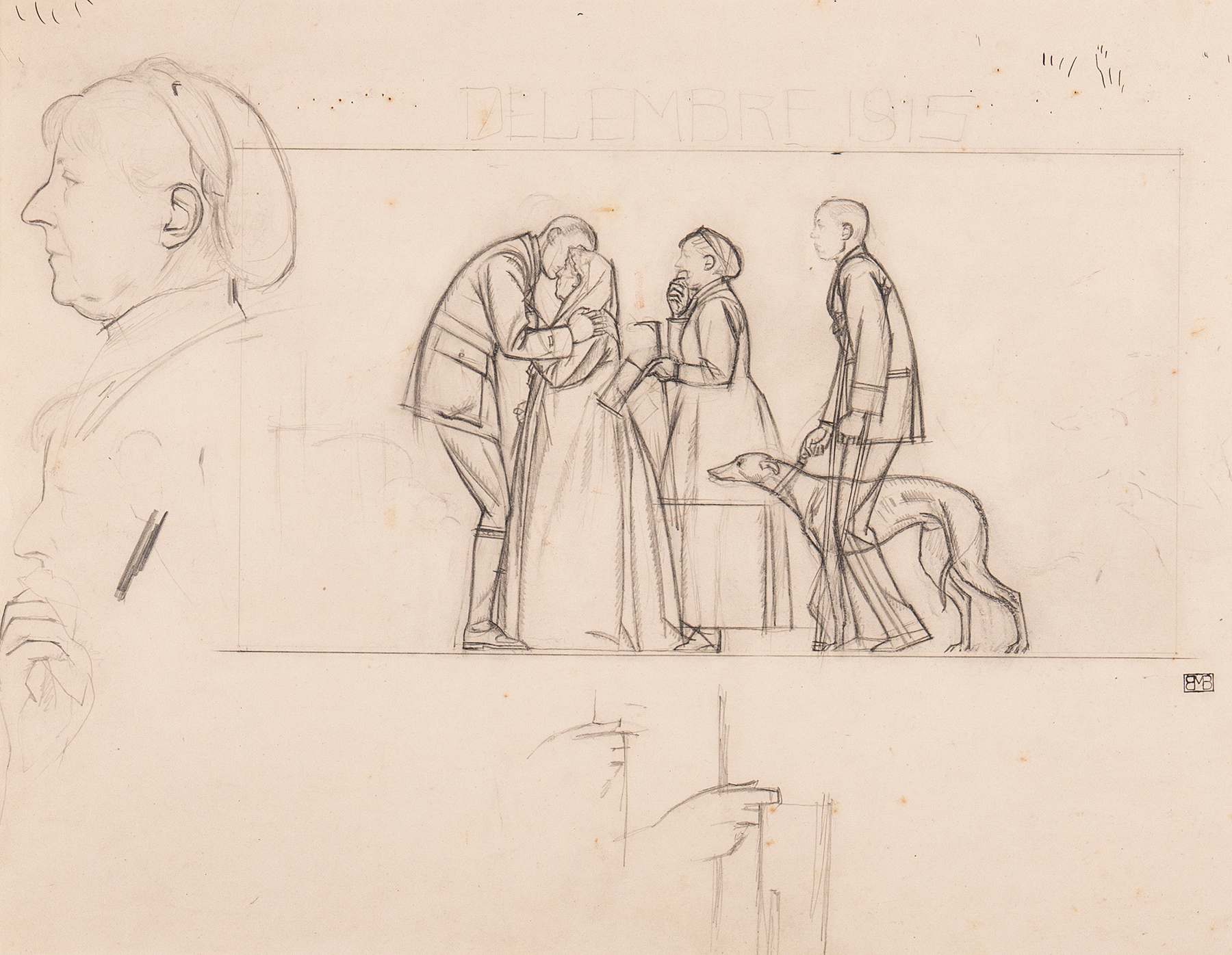
Dessin d'étude (décembre 1915)
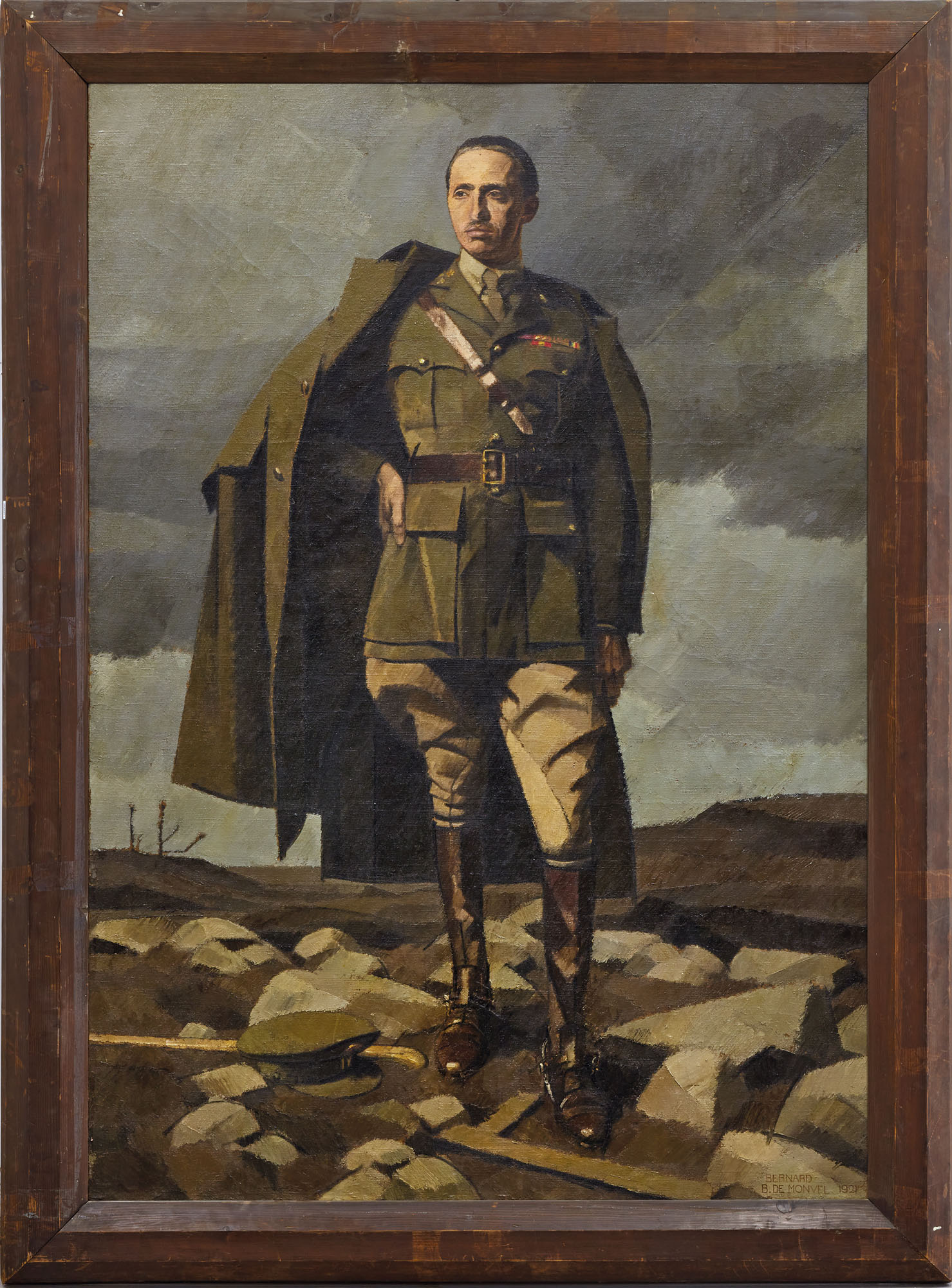
Portrait de S.A.R le Prince Sixte de Bourbon-Parme (1921), huile sur toile, Paris, musée de l'Armée.
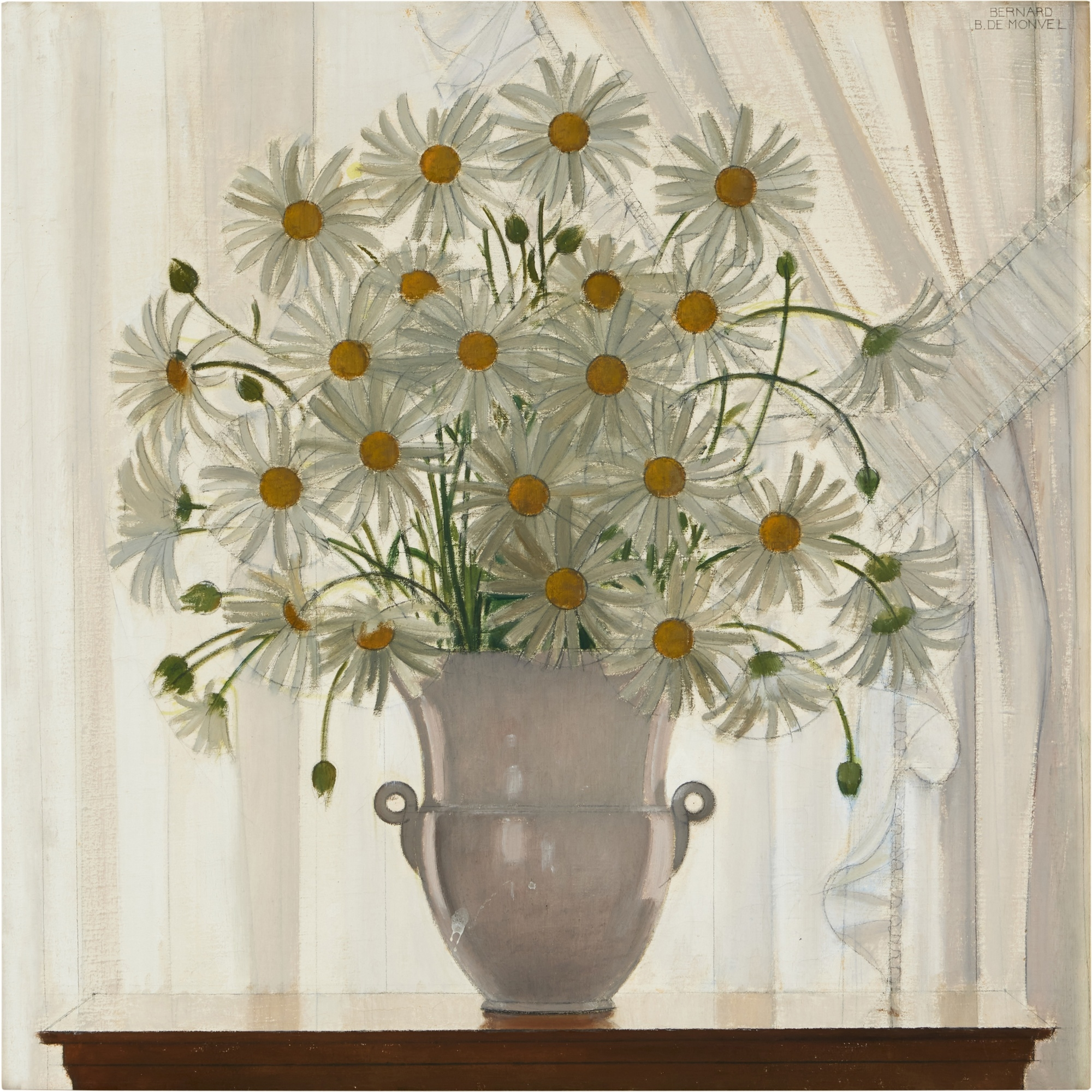
Marguerites à l'ombre (1922), huile sur toile, localisation inconnue.
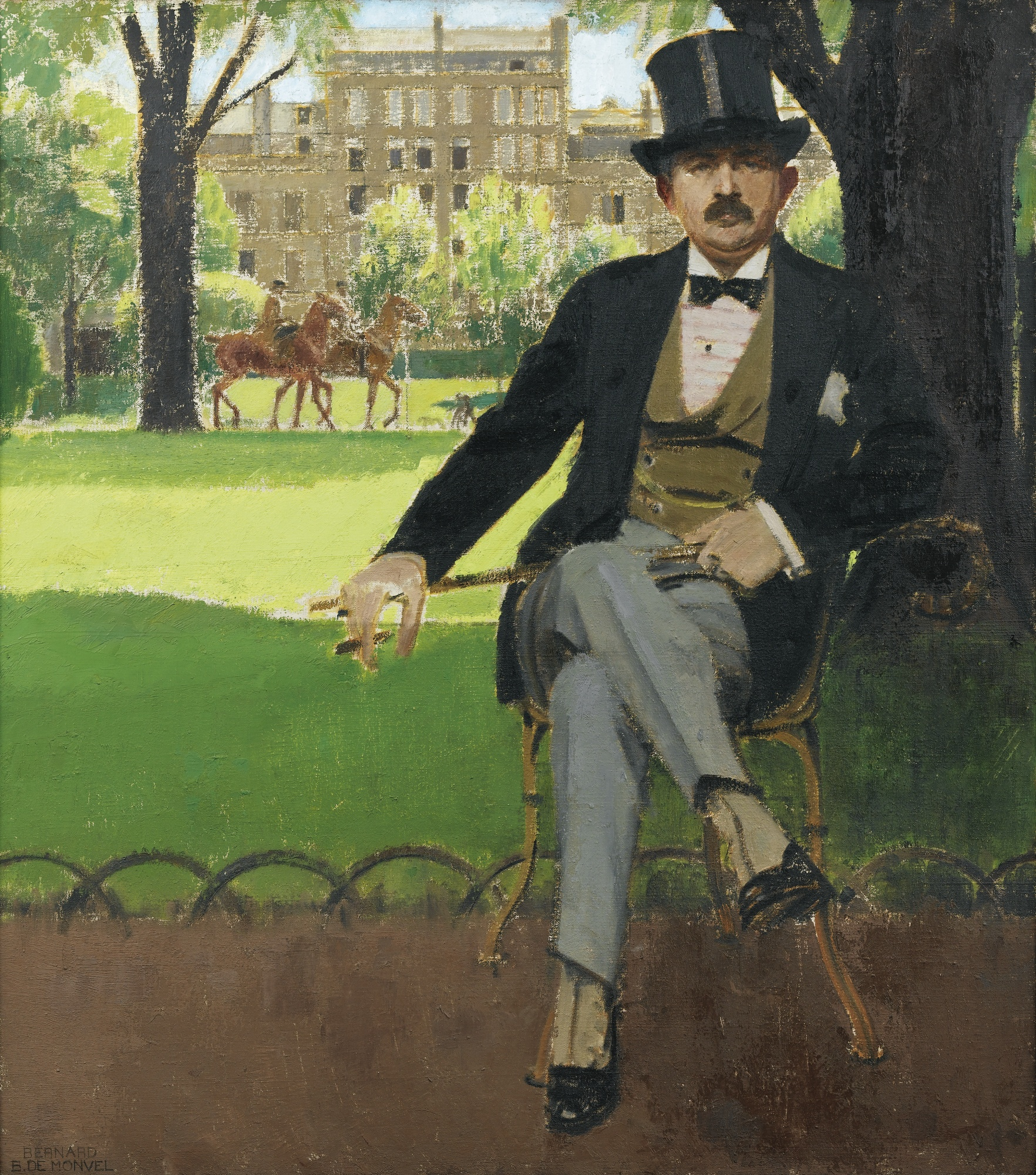
Portrait de Georges Menier (vers 1925), huile sur toile, Roubaix, La Piscine.
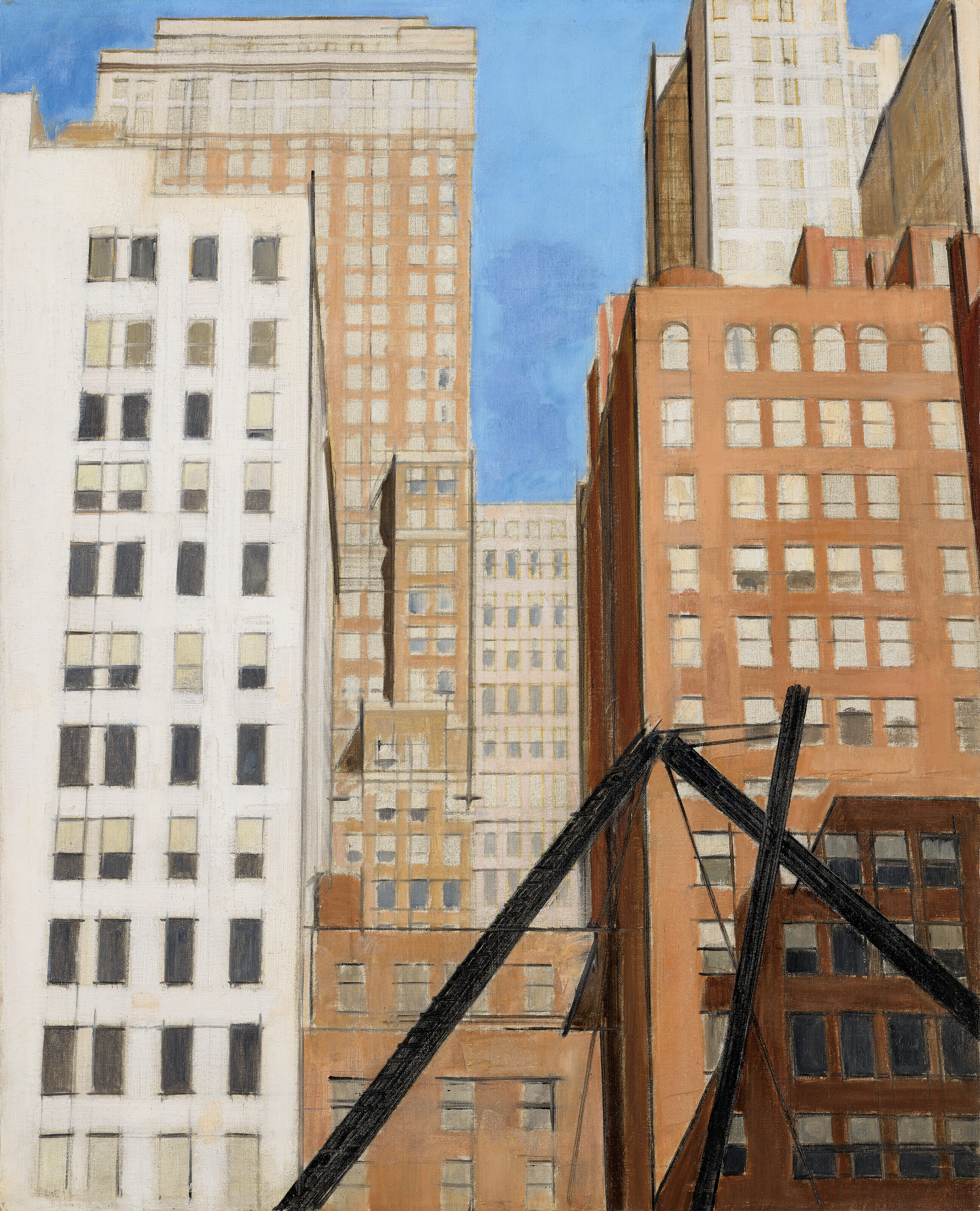
Vue de New York (1928), huile sur toile, localisation inconnue.
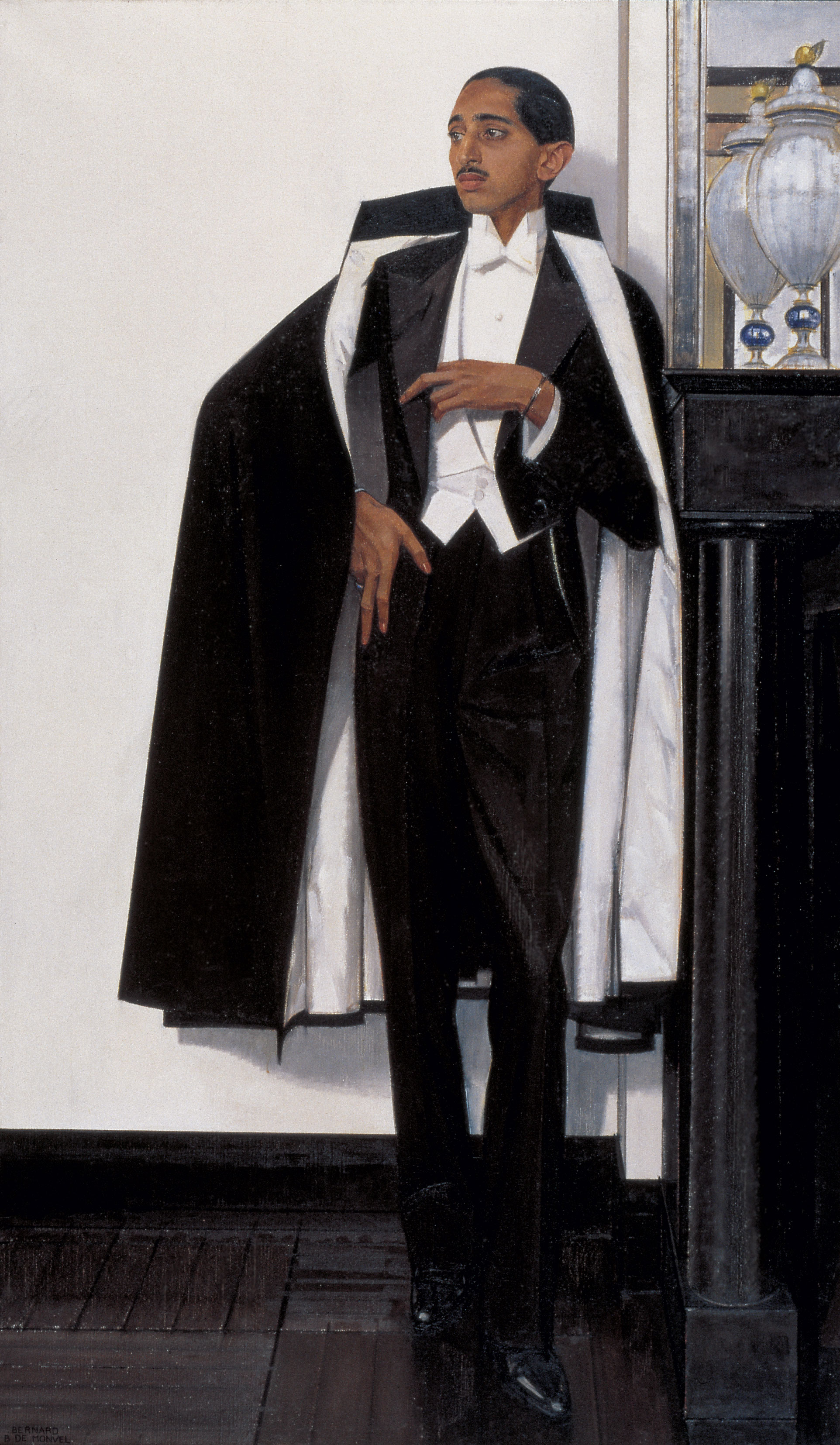
S.A. Le Maharajah d'Indore (habit occidental) (1929), Collection Al Thani.
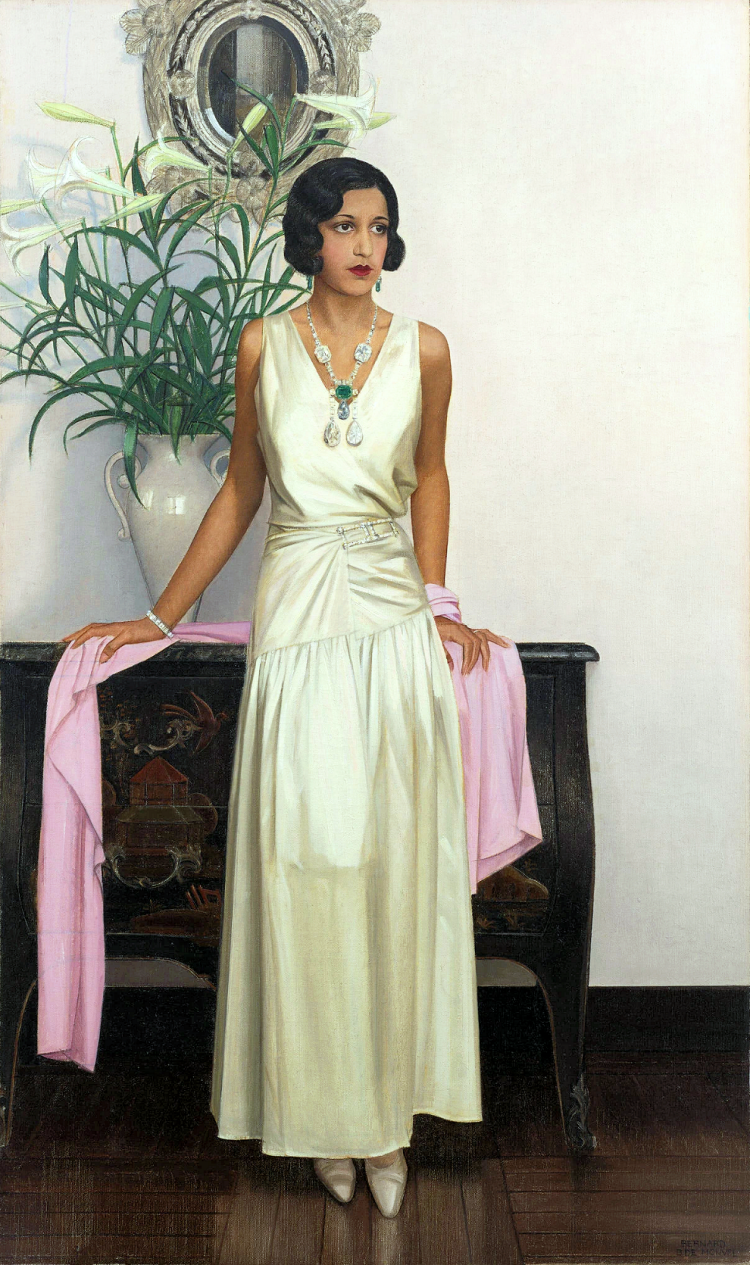
La maharani d'Indore en robe du soir (1931), huile sur toile, Collection Al Thani.
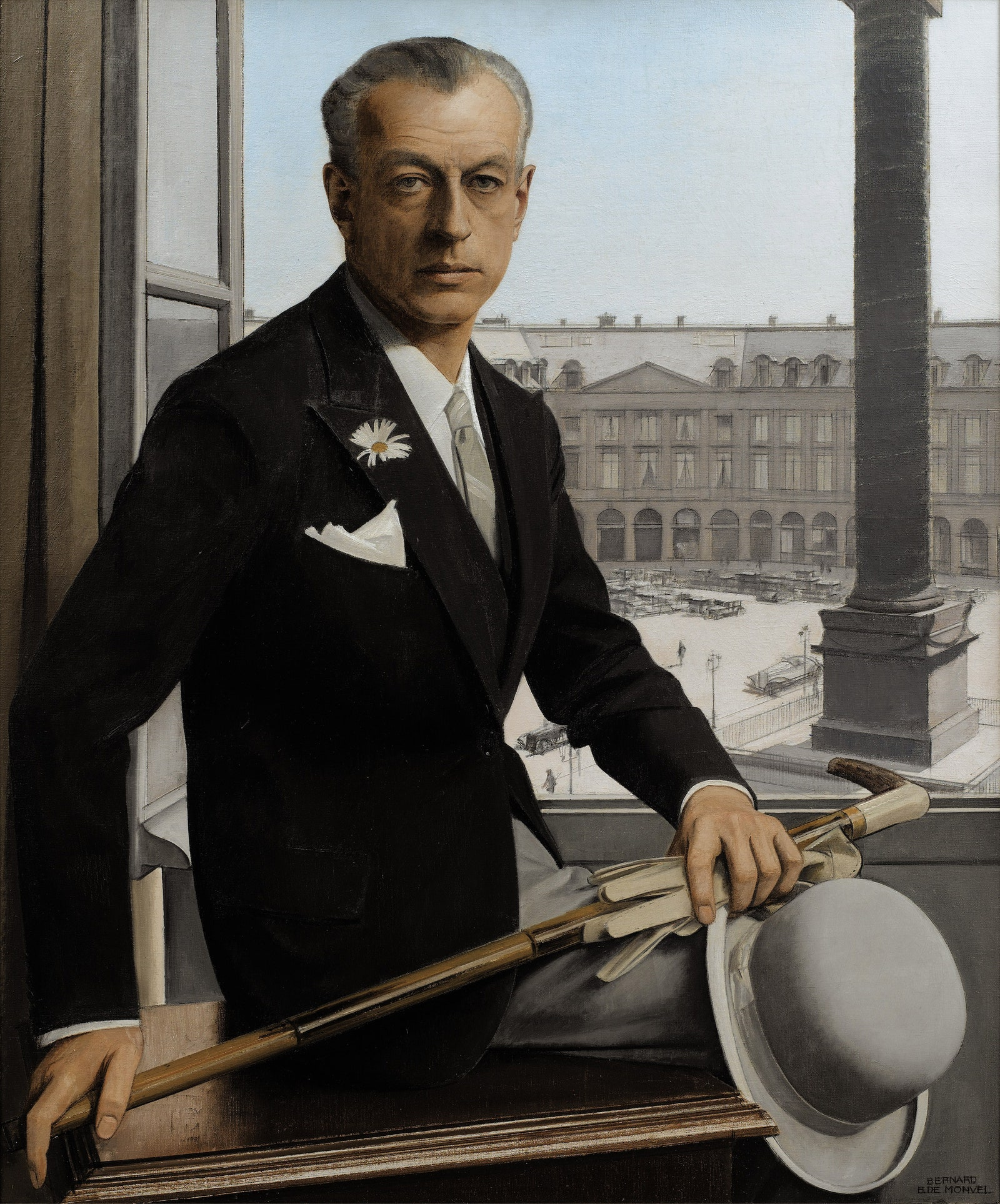
Autoportrait, place Vendôme (vers 1932), huile sur toile, localisation inconnue.
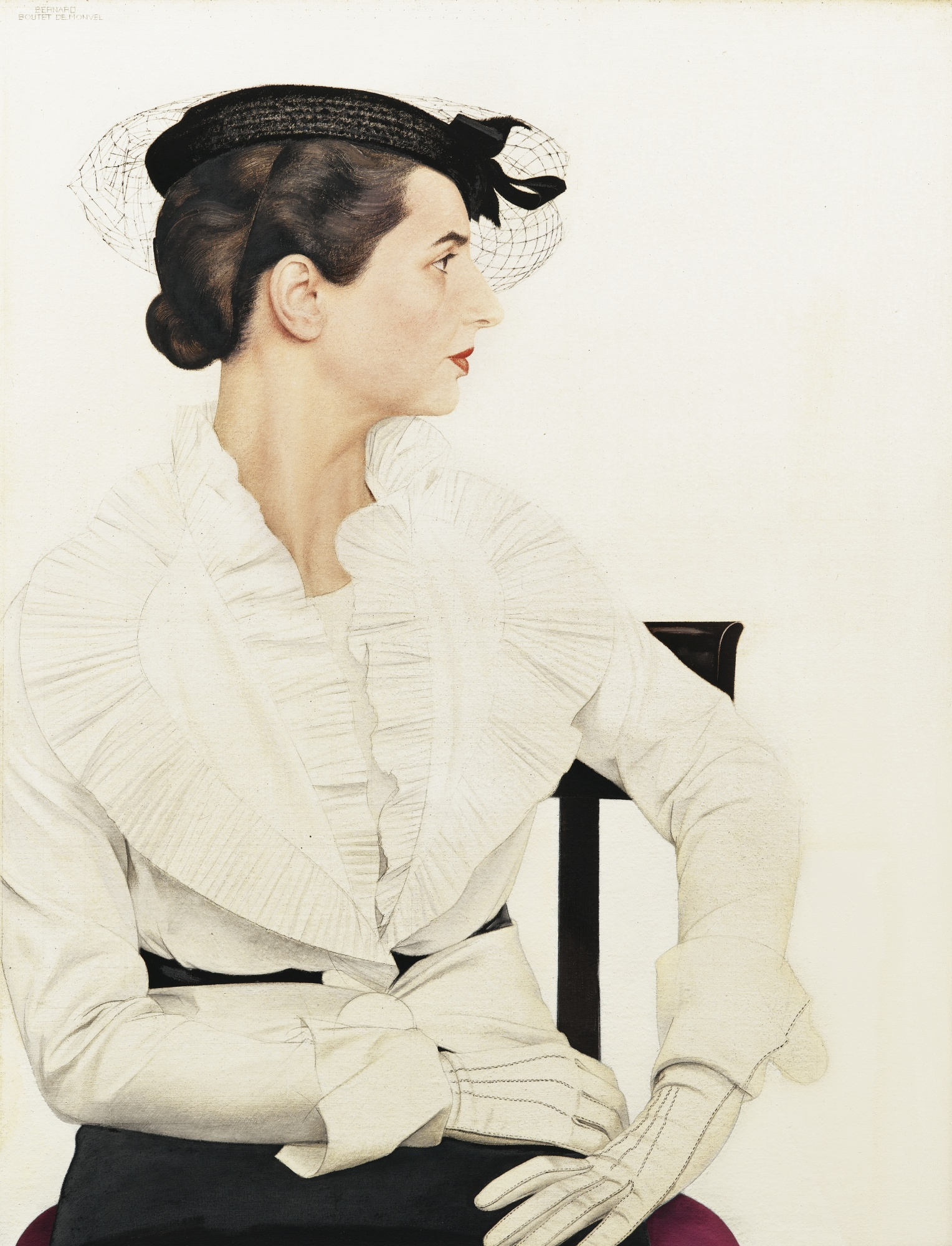
Delfina Boutet de Monvel portant un ensemble de Pierre Piguet (1936), huile sur toile, localisation inconnue.
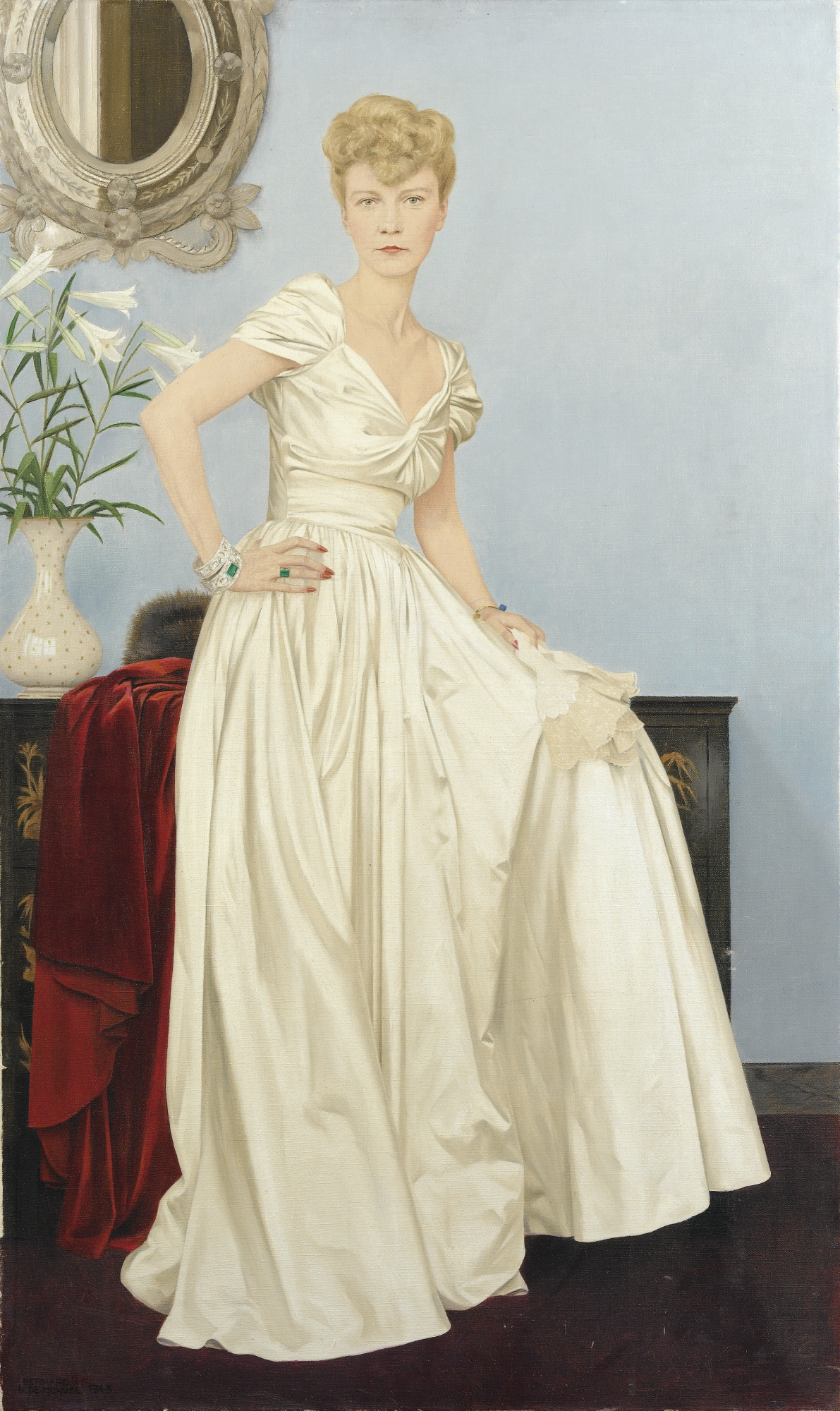
Portrait de May Schneider, 15e duchesse de Brissac (1946), Château de Brissac.
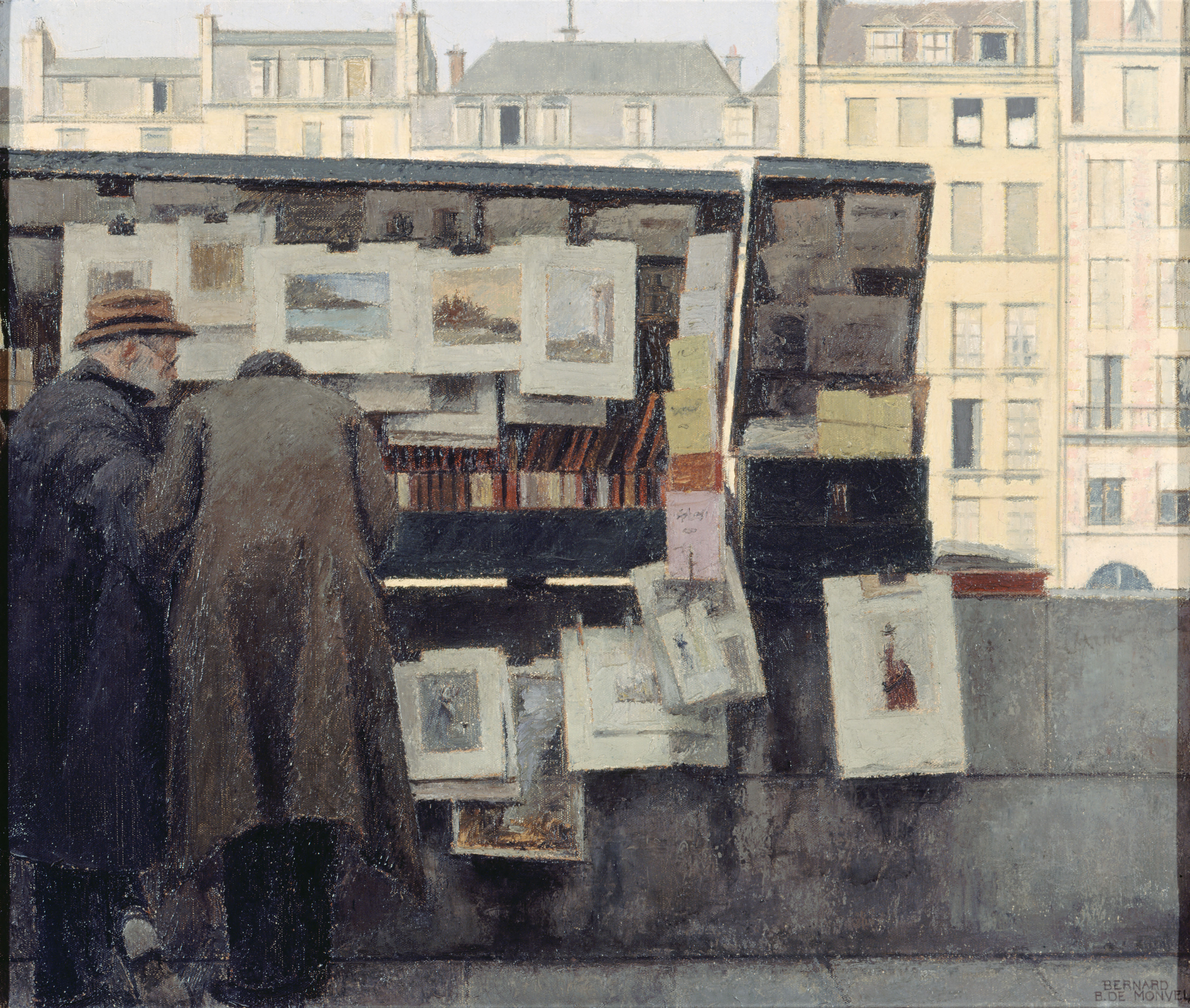
Bouquiniste sur le quai des Grands-Augustins (vers 1949), huile sur toile, Paris, Musée Carnavalet.
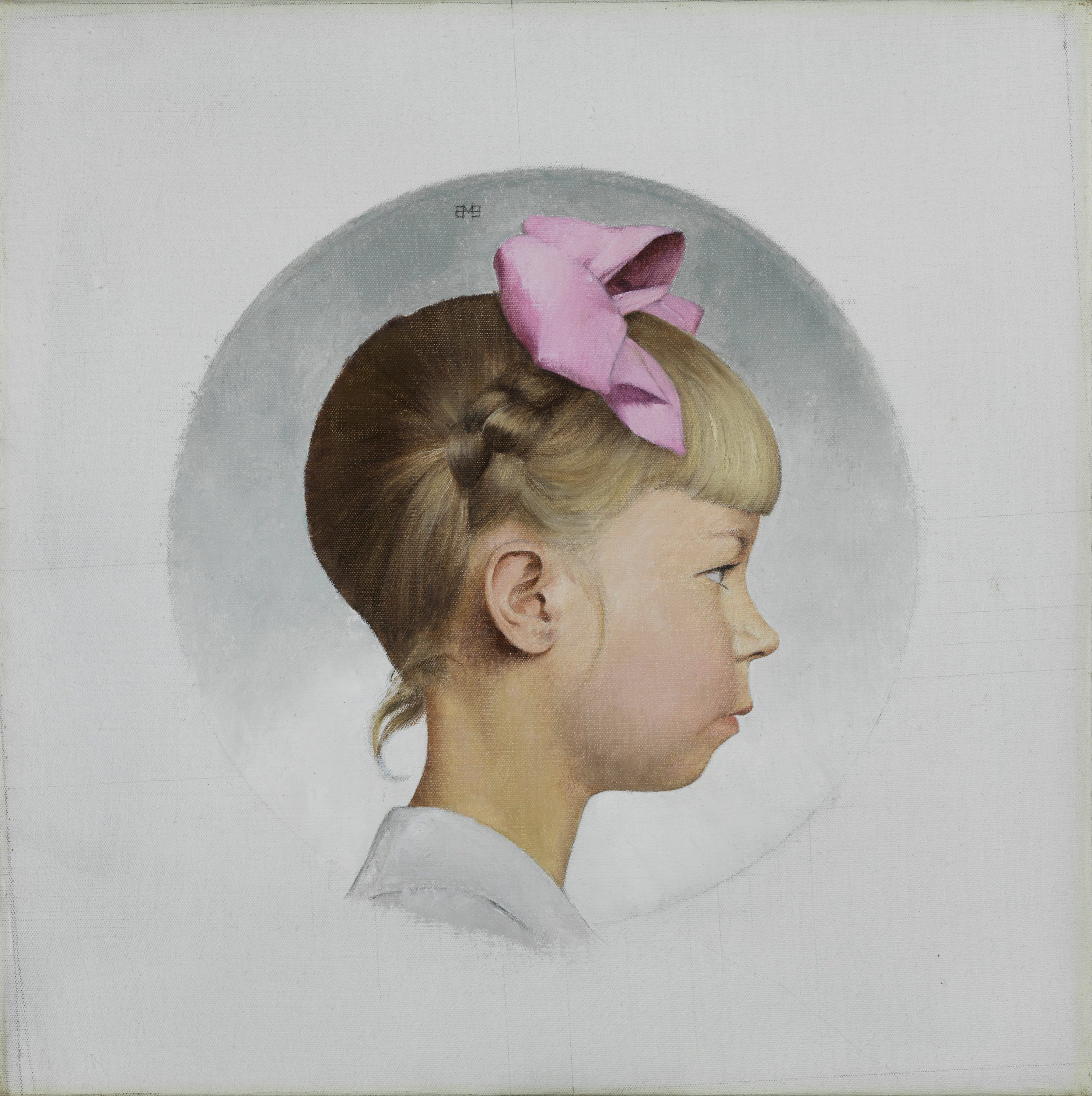
Portrait d'Elvire de Brissac (date inconnue), huile sur toile, localisation inconnue.
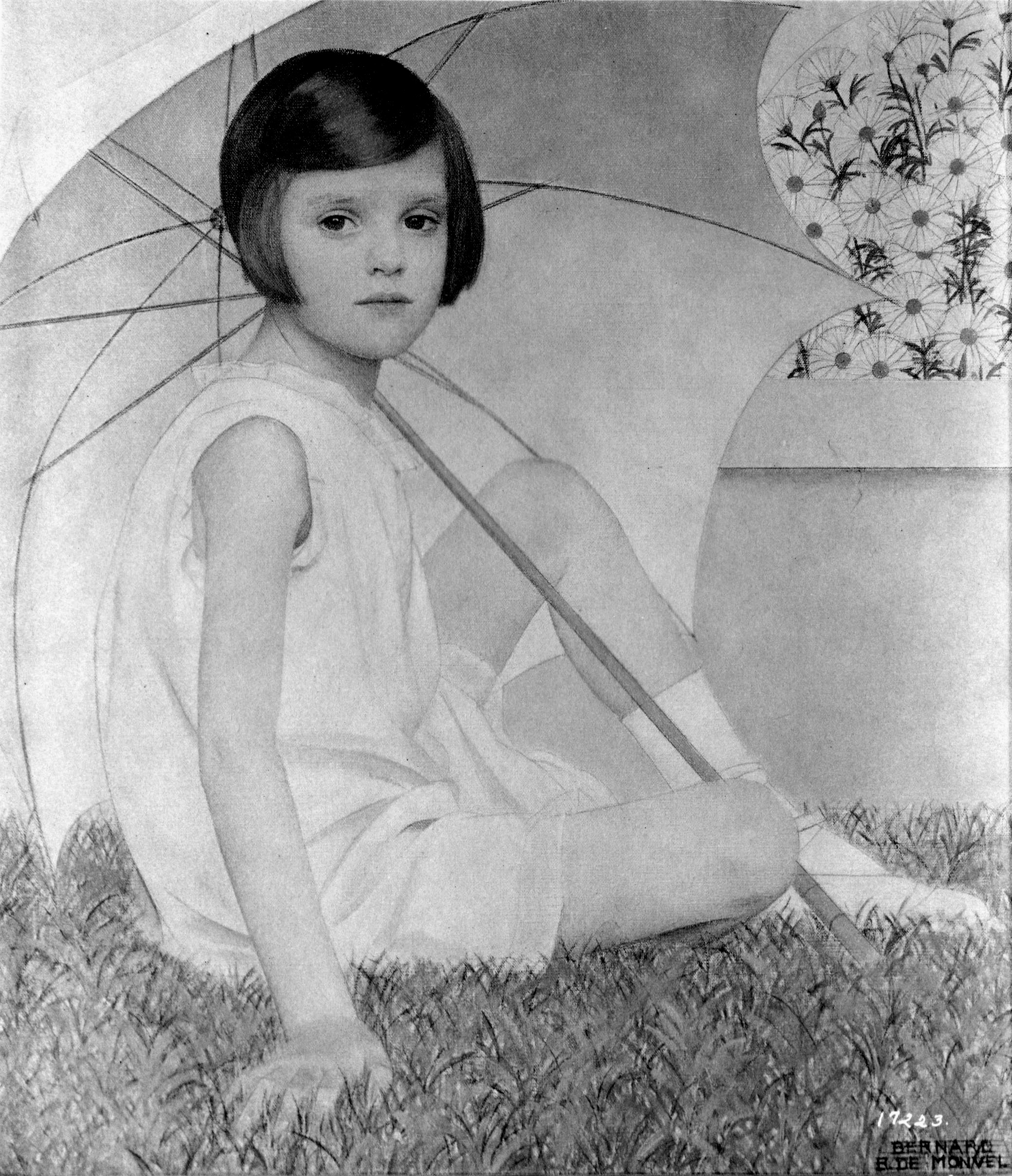
Barbara Field (date inconnue), localisation inconnue.
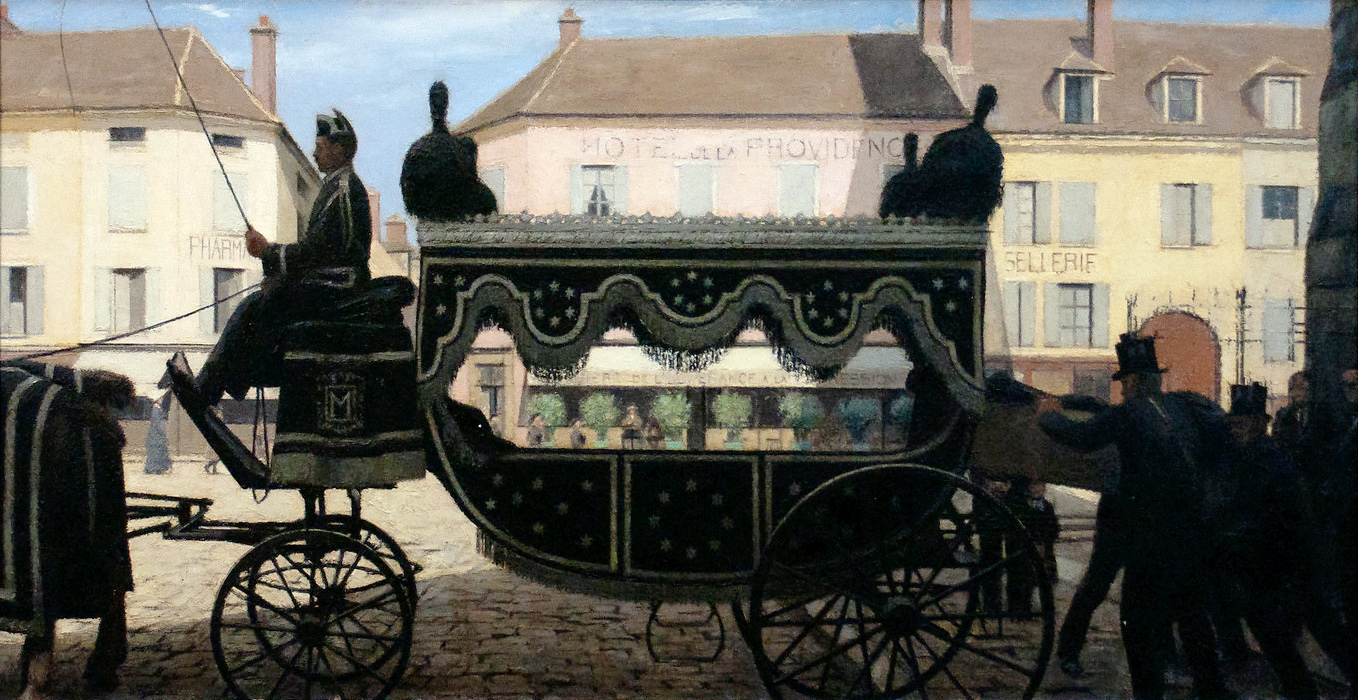
L'enterrement à Nemours (date inconnue), Brest, musée des Beaux-Arts
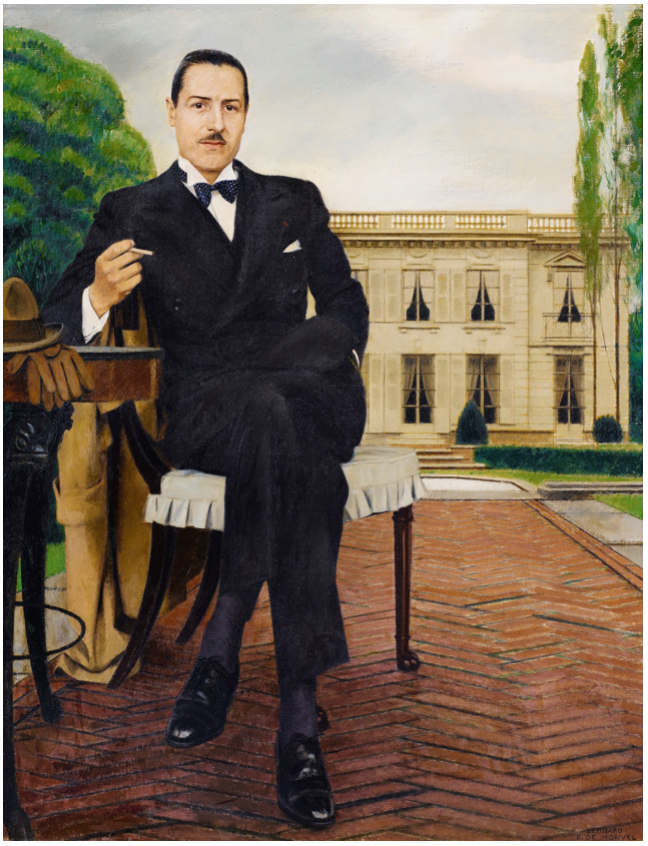
Portrait de Marcel Laffon (date inconnue), localisation inconnue.
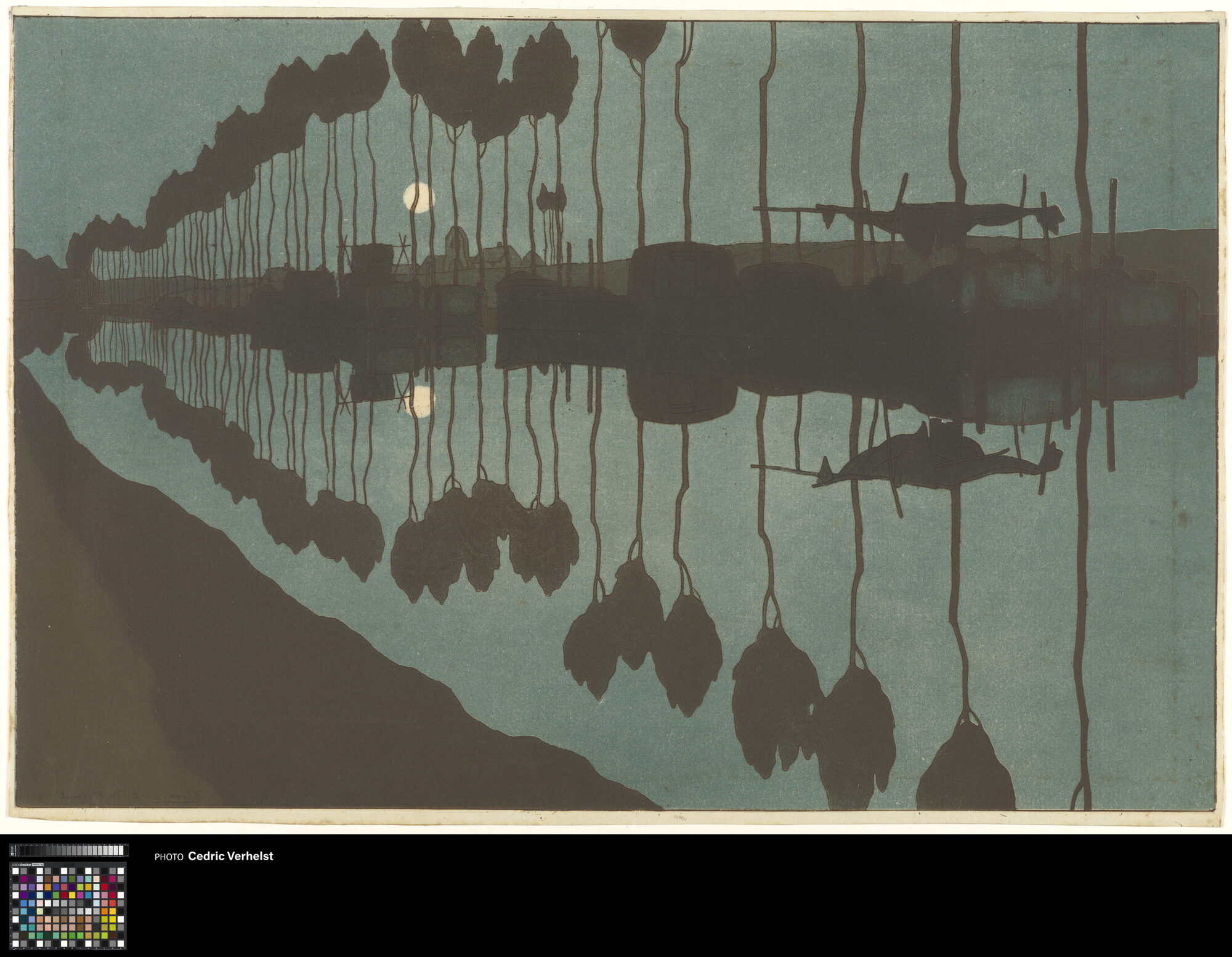
Canal au clair de lune, estampe (date inconnue), Bruges

## Salons
- Salon de la Société nationale des beaux-arts de 1903, 1904, 1905, 1906, 1907, 1908 et 1921.
- Salon d'automne de 1905, 1906, 907, 1909, 1920, 1921, 1922.
- Salon des indépendants de 1905, 1906, 1918.
- Société Moderne[Quoi ?] en 1910.
- Salon des humoristes de 1911.
- Carnegie Institute de Pittsburgh (Pennsylvanie) en 1907, 1908, 1912, 1913, 1922, 1923, 1924, 1925, 1929, 1933, 1934, 1935, 1936, 1937, 1939, 1940, 1941, 1943, 1944, 1945, 1946, 1947, 1948, 1949.

## Expositions

### Expositions anthumes
- 1908 : Cinquante gravures en couleurs de Berrnard Boutet de Monvel, galerie Devambez à Paris.
- 1909 : Peintures, aquarelles et gravures par Bernard Boutet de Monvel, Jacques Brissaud, Pierre Brissaud, Maurice Tacquoy, sculptures de Philippe Besnard, galerie Devambez à Paris.
- 1909 : April Ausstellung, galerie Eduard Schulte à Berlin.
- 1911 : Œuvres de Bernard Boutet de Monvel, Georges Lepape, Jacques et Pierre Brissaud, galerie Henri Barbazanges à Paris.
- 1913 : Colour Etchings by Bernard Boutet de Monvel, The Leicester Galleries à Londres.
- 1914 : exposition des collaborateurs de la Gazette du Bon Ton, galerie Levesque à Paris.
- 1915 : The Panama Pacific International Exposition, San Francisco (Californie).
- 1918 : exposition France - Maroc, hôtel Excelsior à Casablanca.
- 1921 : Exhibition by Pierre Brissaud and Bernard Boutet de Monvel, Belmaison Galleries à New York.
- 1924 : Exposition de l'Association des peintres et sculpteurs du Maroc, galerie Georges Petit à Paris.
- 1925 : Le Maroc, Peintures et bas-reliefs de Bernard Boutet de Monvel, galerie Henri Bargazanges à Paris.
- 1926 : Société des artistes indépendants, Grand Palais à Paris.
- 1926 : The Art of Bernard Boutet de Monvel, Anderson Galleries à New York.
- 1927 : Exhibition of etchings in colours by Bernard Boutet de Monvel, C. W. Kraushaar Art Galleries à New York.
- 1927 : Exhibition of paintings bas-reliefs and décorations by Bernard Boutet de Monvel, The Arts Club of Chicago (Illinois).
- 1932 : Paintings by Bernard Boutet de Monvel, C. W. Kraushaar Art Galleries à New York.
- 1932 : Bernard Boutet de Monvel, Reinhardt galleries à New York.
- 1933-1934 : A century of progress, World's Fair de Chicago (Illinois).
- 1934 : Portraits by Bernard Boutet de Monvel, Wildenstein Galleries à New-York.
- 1937 : Bernard Boutet de Monvel, The Society of the Four Arts à Palm-Beach (Floride).
- 1944-1945 : Paris et ses peintres, galerie Charpentier à Paris.
- 1947 : Profils, Bernard Boutet de Monvel, Knoedler Galleries à New York.

### Expositions posthumes
- 1951 : Rétrospective Bernard Boutet de Monvel, Palais Galliera à Paris.
- 1952 : Portraits of Personalities, Portraits Inc à New York.
- 1975 : Bernard Boutet de Monvel, galerie du Luxembourg à Paris.
- 1976-1977 : Cinquantenaire de l'exposition de 1925, musée des Arts décoratifs de Paris.
- 1977 : Tendenzen der Zwanziger Jahre, Neuen Nationalgalerie de Charlottenburg, Berlin (Allemagne).
- 1984 : Images et imaginaires d'Architecture, Centre national d'art et de culture Georges-Pompidou à Paris.
- 1987 : Costumes of Royal india, The Metropolitan Museum of Art de New York.
- 1991 : The 1920's Age of Métropolis', musée des Beaux-Arts de Montréal.
- 1993 : Bernard Boutet de Monvel, galerie Verneuil-Saints-Pères à Paris.
- 1994-1995 : Bernard Boutet de Monvel, galerie Barry Friedman Ltd à New York.
- 1999 : Maroc, les trésors du royaume, Petit palais à Paris.
- 2001 : Rétrospective Bernard Boutet de Monvel, Fondation Mona Bismarck à Paris.
- 2001 : Bernard Boutet de Monvel décorateur, galerie du Passage à Paris.

## Postérité
Le musée Galliera, dont la Ville de Paris avait alors fait un lieu d'exposition d'art contemporain, organise une rétrospective de son œuvre de janvier à mars 1951.
En 1975, la galerie du Luxembourg à Paris, qui avait permis en 1972 la redécouverte de l'œuvre de Tamara de Lempicka, organise une importante exposition de ses tableaux.
En 2001, Stéphane-Jacques Addade publie aux Éditions de l'Amateur la première monographie consacrée à Bernard Boutet de Monvel. Cette publication est précédée, en 1999, par une salle que Stéphane-Jacques Addade consacre aux œuvres marocaines de l'artiste au musée du Petit Palais à Paris dans le cadre de l'exposition Maroc, les trésors du royaume, et s'accompagne en 2001 d'une importante rétrospective des œuvres de Bernard Boutet de Monvel que Stéphane-Jacques Addade organise à la fondation Mona-Bismarck à Paris.
Après la mort du peintre, sa veuve Delfina ferme l'atelier et range ses œuvres au dernier étage de leur hôtel particulier parisien. Elle meurt en 1974 et leur fille unique, Sylvie, se cloître dans le même immeuble. Après la mort de cette dernière en 2015, ses enfants décident de vendre la maison et les tableaux. Un portrait du Maharadjah d'Indore de 1933 atteint 2 499 000 euros aux enchères, soit cinq fois plus que l'estimation ; un autoportrait du peintre, lui, part pour 1 743 000 euros.
Une aquarelle de Bernard Boutet de Monvel peinte en 1932, depuis le clocheton du Radiator Building, qui lui permettait d'observer différentes perspectives tracées par les rues, a été adjugée le 20 décembre 2020 à Paris pour 600 000 euros, remportant un record mondial pour une aquarelle de l'artiste.